# Trattamento delle acque reflue

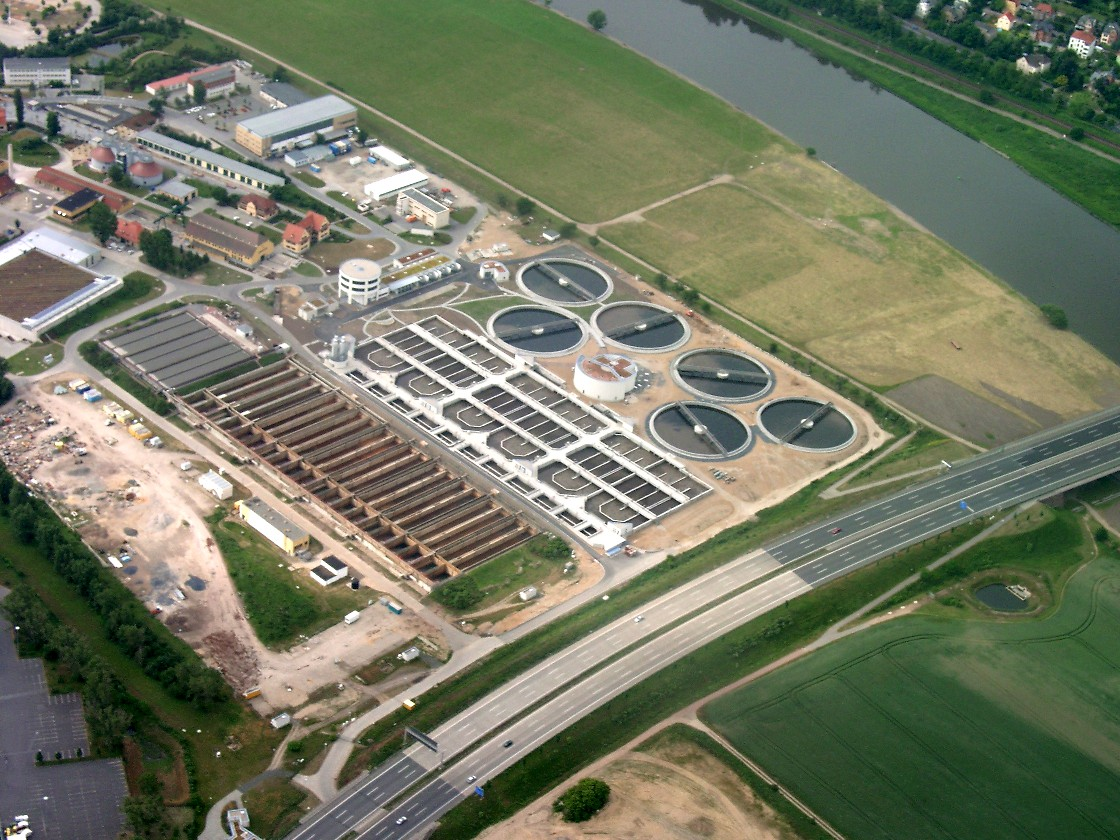
Vista aerea di un impianto di depurazione delle acque.

Il trattamento delle acque reflue (o depurazione delle acque reflue), nell'ingegneria ambientale e chimica, indica il processo di rimozione dei contaminanti da un'acqua reflua di origine urbana o industriale, ovvero di un effluente che è stato contaminato da inquinanti organici e/o inorganici.

## Descrizione
Molte attività umane portano alla produzione di scarichi, chiamati acque reflue, che al fine di poter essere restituiti all'ambiente devono essere oggetto di depurazione, poiché la quantità di sostanze inquinanti è superiore alla capacità auto-depurativa di terreno, mare, fiumi e laghi. È dunque necessario l'utilizzo di sistemi di depurazione delle acque reflue che simulino i processi biologici che avvengono in modo naturale, rendendoli più rapidi per effetto della tecnologia impiegata.
Il trattamento di depurazione dei liquami urbani consiste in una successione di più fasi (o processi) durante i quali dall'acqua reflua vengono rimosse le sostanze indesiderate, che vengono concentrate sotto forma di fanghi, dando luogo a un effluente finale di qualità tale da risultare compatibile con la capacità autodepurativa del corpo ricettore (terreno, lago, fiume o mare mediante condotta sottomarina o in battigia) prescelto per lo sversamento, senza che questo ne possa subire danni (ad esempio dal punto di vista dell'ecosistema a esso afferente).
Il ciclo depurativo è costituito da una combinazione di più processi di natura chimica, fisica e biologica. I fanghi provenienti dal ciclo di depurazione sono spesso contaminati con sostanze tossiche e pertanto devono subire anch'essi una serie di trattamenti necessari a renderli idonei allo smaltimento ad esempio in discariche speciali o al riutilizzo in agricoltura tal quale o previo compostaggio.

### Tipologia di reflui

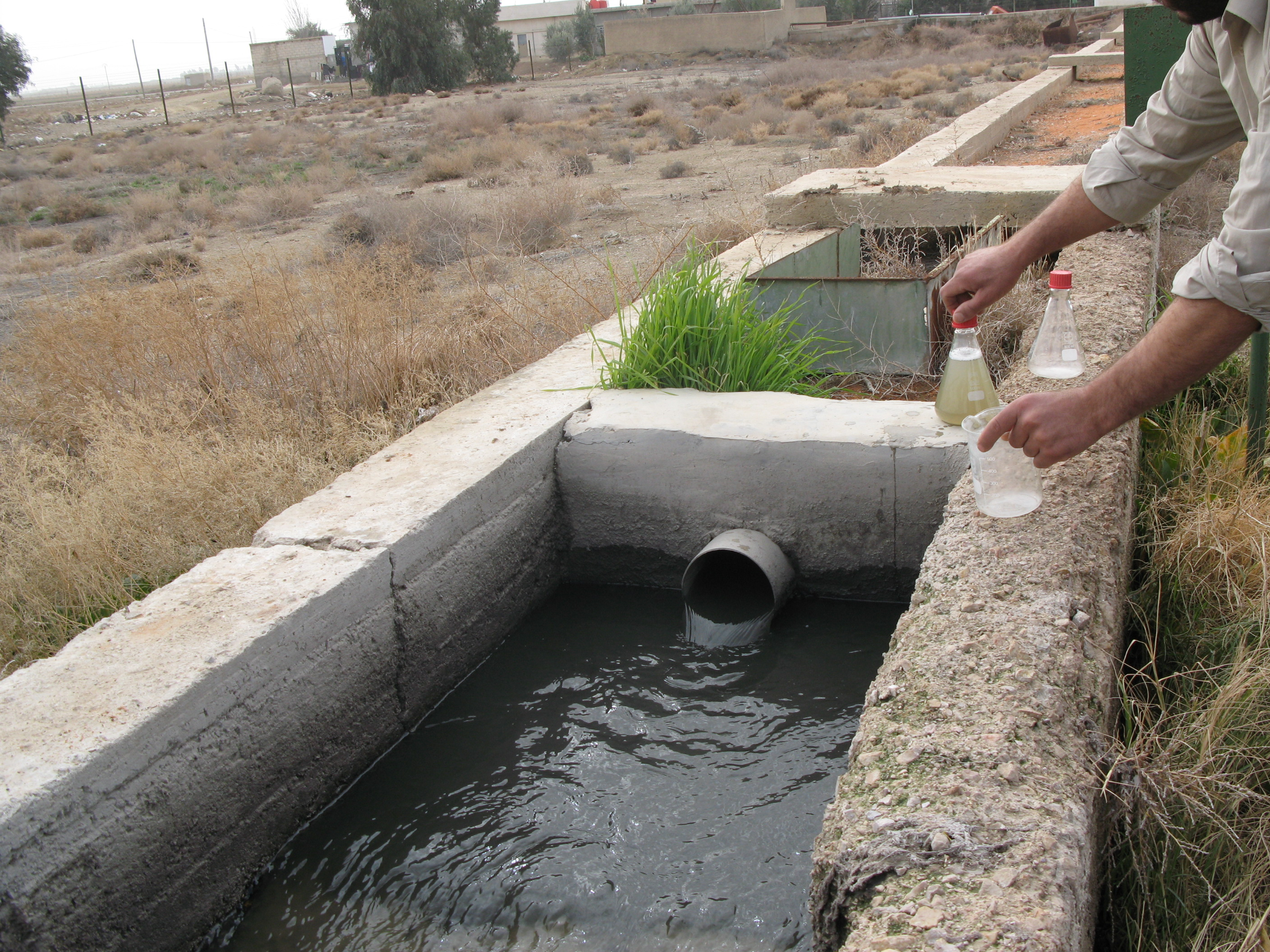
Acqua reflua prima del trattamento. Si può notare l'elevata torbidità del campione di acqua prelevato, indice di un'elevata concentrazione di solidi sospesi.

Negli impianti di depurazione tradizionali, a servizio di uno o più centri urbani (impianti consortili) sono di norma trattate:
- le acque reflue urbane o scarichi civili: comprendono le acque di rifiuto domestiche e, se la fogna è di tipo unitario, anche le acque cosiddette di ruscellamento. Le acque di origine domestica sono quelle provenienti dalle attività domestiche e dalla deiezione umana, queste ultime ricche di urea, grassi, proteine, cellulosa ecc. Le acque di ruscellamento sono quelle provenienti dal lavaggio delle strade e le acque pluviali. Contengono, in concentrazione diversa, le stesse sostanze presenti nei reflui domestici ma inoltre possono presentare una serie di microinquinanti quali gli idrocarburi, i pesticidi, i detergenti, i detriti di gomma ecc. Una delle principali caratteristiche dei reflui urbani è la biodegradabilità, che ne rende possibile la depurazione attraverso trattamenti biologici.
- alcune tipologie di acque di rifiuto industriale: gli scarichi industriali hanno una composizione variabile in base alla loro origine. Negli impianti di depurazioni tradizionali possono essere trattati solo quei reflui industriali che possono ritenersi assimilabili dal punto di vista qualitativo a quelli domestici. Tali scarichi possono essere eventualmente sottoposti a pretrattamenti in ambito aziendale, prima del loro scarico in fogna, per rimuovere le sostanze incompatibili con un processo di depurazione biologica. Infatti alcuni scarichi industriali possono contenere sostanze tossiche o suscettibili di turbare l'evoluzione biologica e pertanto tali da compromettere il trattamento biologico che è alla base del sistema depurativo tradizionale. Gli altri scarichi industriali possono avere una natura tale da essere insensibili ai trattamenti biologici pertanto devono essere trattati in maniera diversa direttamente nel luogo di produzione.

### Classificazione dei solidi da rimuovere
Le acque provenienti da scarichi urbani contengono un elevato quantitativo di solidi di natura organica e inorganica che devono essere rimossi mediante il trattamento di depurazione. Tra le sostanze di natura organica fanno parte anche i microrganismi.
Le sostanze da eliminare si possono dividere in sedimentabili e non sedimentabili.
Le prime sostanze sono solide e più pesanti dell'acqua e perciò vanno facilmente a fondo quando la velocità del deflusso si annulla o scende al di sotto di un certo limite.

Le sostanze non sedimentabili in parte galleggiano e in parte restano nel liquido: disciolte o allo stato colloidale; lo stato colloidale si può considerare uno stato intermedio tra quello di soluzione e quello di sospensione propriamente detto.

In uno scarico di media forza, i solidi totali (espressi in mg/l) si possono così classificare:
- solidi sospesi: 30%; di cui:
  - solidi sedimentabili: 75% di cui:
    - solidi organici: 75%
    - solidi inorganici: 25%

  - solidi non sedimentabili: 25% di cui:
    - solidi organici: 75%
    - solidi inorganici: 25%
- solidi filtrabili: 70%
  - colloidali: 10% di cui
    - solidi organici: 80%
    - solidi inorganici: 20%

  - disciolti 90% di cui:
    - solidi organici: 35%
    - solidi inorganici: 65%.

## Impianti di depurazione

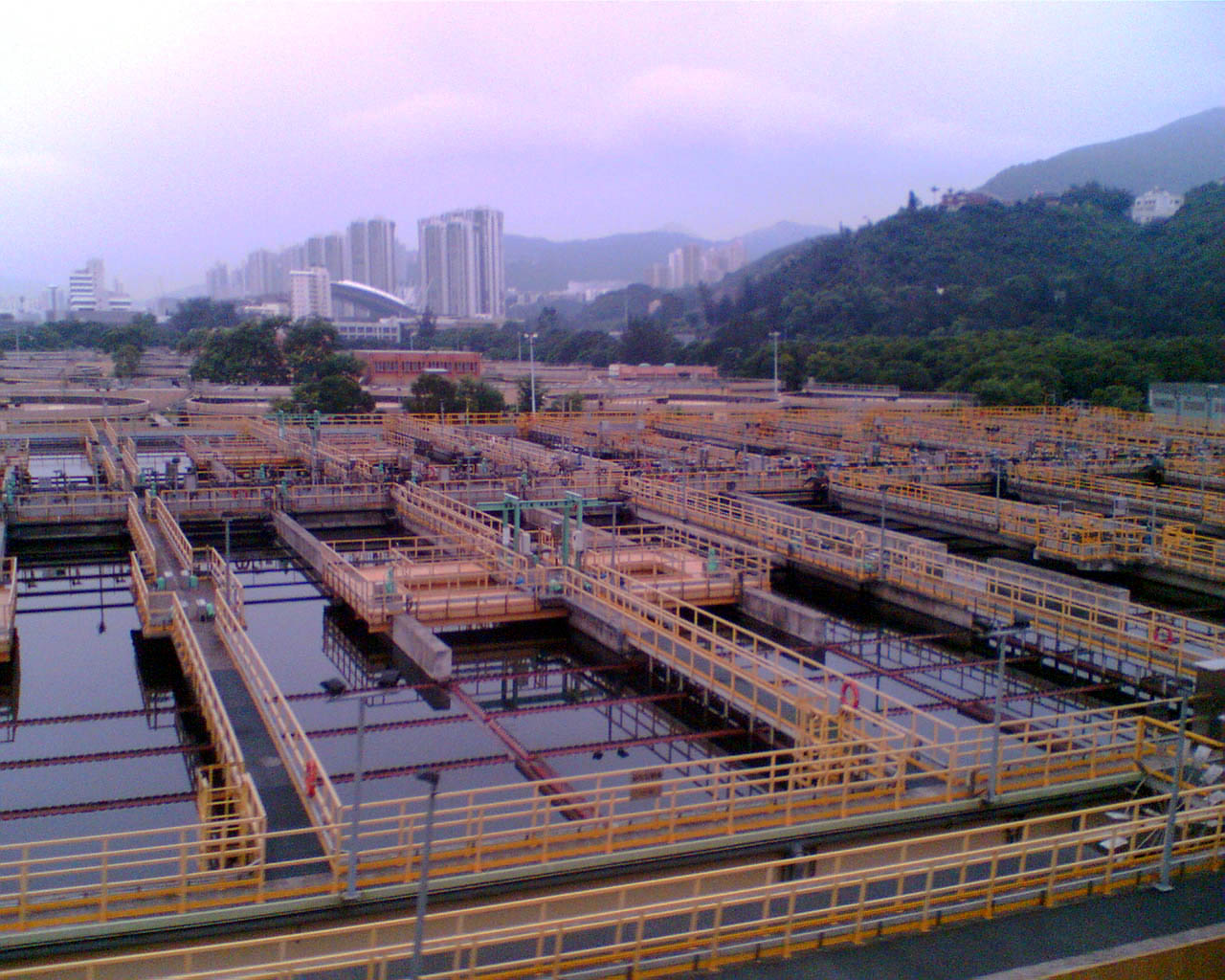
Immagine di un impianto trattamento acque reflue

Gli impianti di depurazione sono costituiti da una serie di manufatti (in genere in calcestruzzo armato) e apparecchiature, ognuno con specifiche funzioni, nei quali viene attuata la depurazione degli scarichi di origine civile e industriale.

### Sezioni dell'impianto
Solitamente in un impianto di trattamento delle acque reflue si distinguono due linee specifiche:
- la linea acque;
- la linea fanghi.

Nella linea acque vengono trattati i liquami grezzi provenienti dalle fognature e di regola comprende tre stadi, chiamati:
- pretrattamento: un processo di tipo fisico utilizzato per la rimozione da parte delle sostanze organiche sedimentabili contenute nel liquame. Comprende la grigliatura, la sabbiatura, la sgrassatura, la sedimentazione primaria;
- trattamento ossidativo biologico: un processo di tipo biologico utilizzato per la rimozione delle sostanze organiche sedimentabili e non sedimentabili contenute nel liquame. Comprende l'aerazione e la sedimentazione secondaria:
- trattamenti ulteriori: sono tutti quei trattamenti realizzati a monte o a valle dell'ossidazione biologica, permettono di ottenere un ulteriore affinamento del grado di depurazione. Comprende trattamenti speciali per abbattere il contenuto di quelle sostanze che non vengono eliminate durante i primi due trattamenti.

Nella linea fanghi vengono trattati i fanghi (separati dal refluo chiarificato) durante le fasi di sedimentazione previste nella linea acque. Lo scopo di tale linea è quello di eliminare l'elevata quantità di acqua contenuta nei fanghi e di ridurne il volume, nonché di stabilizzare (rendere imputrescibile) il materiale organico e di distruggere gli organismi patogeni presenti, in modo tale da rendere lo smaltimento finale meno costoso e meno dannoso per l'ambiente.
L'effluente finale trattato o refluo chiarificato viene convogliato in una condotta detta emissario, con recapito finale le acque superficiali (corsi d'acqua, mare, ecc.), incisioni o lo strato superficiale del terreno (es. trincee drenanti). L'effluente finale se presenta determinate caratteristiche può anche essere usato per l'irrigazione o nell'industria.

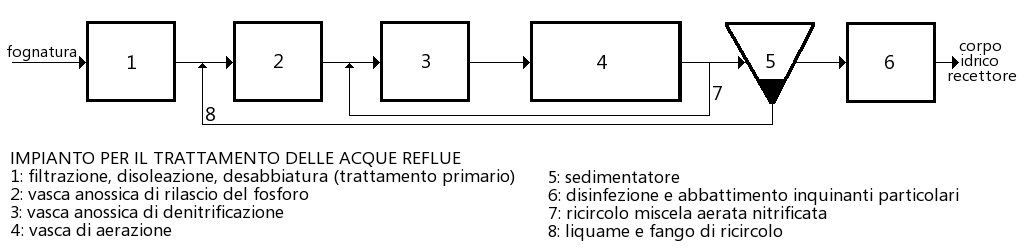
Schema di un impianto trattamento acque reflue.

### Classificazione dei processi
I trattamenti che sono svolti all'interno di un impianto di depurazione possono essere classificati in:
- trattamenti meccanici: si basano sull'azione di principi puramente fisici o meccanici; fanno parte di questa tipologia le operazioni preliminari di rimozioni dei solidi non disciolti;[2]
- trattamenti chimici: si basano sull'aggiunta di specifiche sostanze per lo svolgimento di particolari reazioni chimiche; a tale categoria appartengono le reazioni di neutralizzazione[2] (utilizzate per aggiustare il pH dell'acqua), l'aggiunta di sostanze per facilitare la precipitazione[2] e per la disinfezione;
- trattamenti biologici: si basano su processi biologici a opera di microorganismi presenti nell'acqua; a tale categoria appartengono i trattamenti svolti per la separazione dei solidi disciolti in acqua.[2]

## Pretrattamenti meccanici
I pretrattamenti meccanici comprendono le seguenti operazioni:
- Grigliatura/Setacciatura
- Dissabbiatura
- Disoleatura
- Equalizzazione e Omogeneizzazione
- Sedimentazione primaria

I primi quattro trattamenti riportati (indispensabili) sono previsti a monte dei processi di depurazione veri e propri e permettono la rimozione di materiali e sostanze che per loro natura e dimensione rischiano di danneggiare le attrezzature poste a valle e di compromettere l'efficienza dei successivi stadi di trattamento.
Per quanto riguarda l'ultimo trattamento della lista, non tutti gli impianti prevedono il sedimentatore primario anche se è preferibile la sua presenza.

### Grigliatura

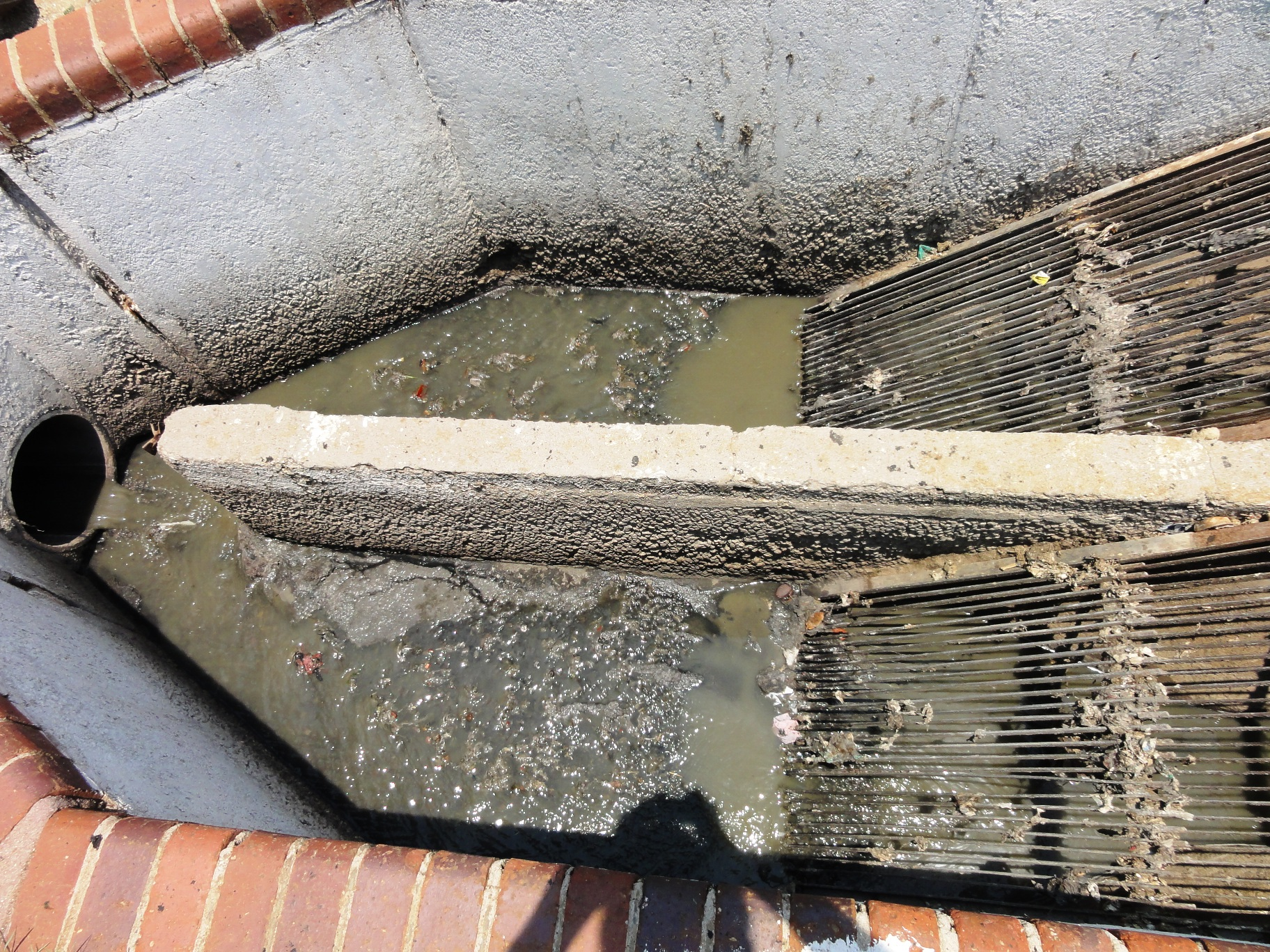
Sistema di grigliatura

La grigliatura costituisce un'operazione di filtrazione meccanica grossolana che ha l'obiettivo di trattenere solidi grossolani non sedimentabili (stracci, plastica, ecc.) e solidi grossolani sedimentabili (ghiaia, ecc.).
Questo pretrattamento è sempre necessario, perché l'eliminazione selettiva di tali materiali evita che possano creare accumuli e ostruzioni nelle tubazioni, nelle giranti delle pompe, sugli alberi degli agitatori (mixer) e simili, oltre a migliorare la qualità dei fanghi prodotti dall'impianto di depurazione specialmente se da utilizzare in agricoltura.
La griglia/e viene sempre installata, con una pendenza 1:3, internamente al canale di arrivo all'impianto, alimentato dal collettore terminale della fognatura. Tale canale in corrispondenza della griglia si allarga di una certa aliquota in modo che la velocità dell'acqua a valle, tenuto conto dell'ingombro delle sbarre, si mantenga prossima a quella che si ha nel tratto a monte della griglia.
La velocità di attraversamento della griglia non deve essere troppo bassa da favorire la sedimentazione a monte della stessa ma neanche troppo elevata per non incrementare le perdite di carico - secondo il manuale Cremonese 0,6 m/s < V < 0,9 m/s. Di regola per calcolare lo slargo del canale in prossimità della griglia si impone che la lunghezza del canale, considerando gli interspazi della griglia risulti equivalente alla lunghezza fissata in fase di proporzionamento del canale. Pertanto se:
- d è il diametro della singola barra;
- L è la larghezza del canale a monte della griglia;
- s è la luce netta di passaggio tra barra e barra;
- h altezza liquida nel canale;
- Qn è la portata nera

si ottiene:
- n il numero di barre costituenti la griglia con la seguente relazione: (n+1) * s = L
- B la larghezza dello slargo con la seguente formula B = (n+1) * s + n * d
- V la velocità attraverso le barre con la seguente formula v = Qn / B*h<V

A seconda dell'interasse tra le barre, le griglie si suddividono in:
- grossolane - interasse di 5÷10 cm;
- medie - interasse di 2,5÷5 cm;
- sottili - interasse di 1÷2,5 cm.

Di regola la prima fase del trattamento preliminare prevede una grigliatura grossolana seguita da un'altra griglia più fine. In base al sistema di pulizia vengono classificate invece in:
- manuali: utilizzate principalmente per griglie grosse (poste in testa ai canali di by pass) e per piccoli impianti dove la quantità di solidi grigliabili è da ritenersi trascurabile e/o quando le operazioni di pulizia non risultano troppo onerose;
- meccaniche: in tutti gli altri casi.

Il materiale grigliato è raccolto in un cassonetto per poi essere avviato allo smaltimento finale. In associazione con la griglia possono essere utilizzati degli sminuzzatori che dopo aver triturato il materiale grigliato lo reintroducono a monte della griglia stessa.

#### Stacciatura
Il funzionamento degli stacci è simile a quello delle griglie salvo che per le minori dimensioni dei passaggi liberi che di norma caratterizzano gli stacci. Le tele filtranti sono montate su un cilindro rotante.
Esistono due tipologie di stacci:
- a tazza: il refluo ha direzione coassiale al cilindro.I solidi aderiscono al cilindro e vengono rimossi da getti d'acqua (refluo chiarificato) cadendo così in una canaletta.
- a tamburo: il refluo ha direzione ortogonale al cilindro. I solidi vengono trattenuti dalla superficie esterna del cilindro. La pulizia avviene in maniera automatica.

### Dissabbiatura

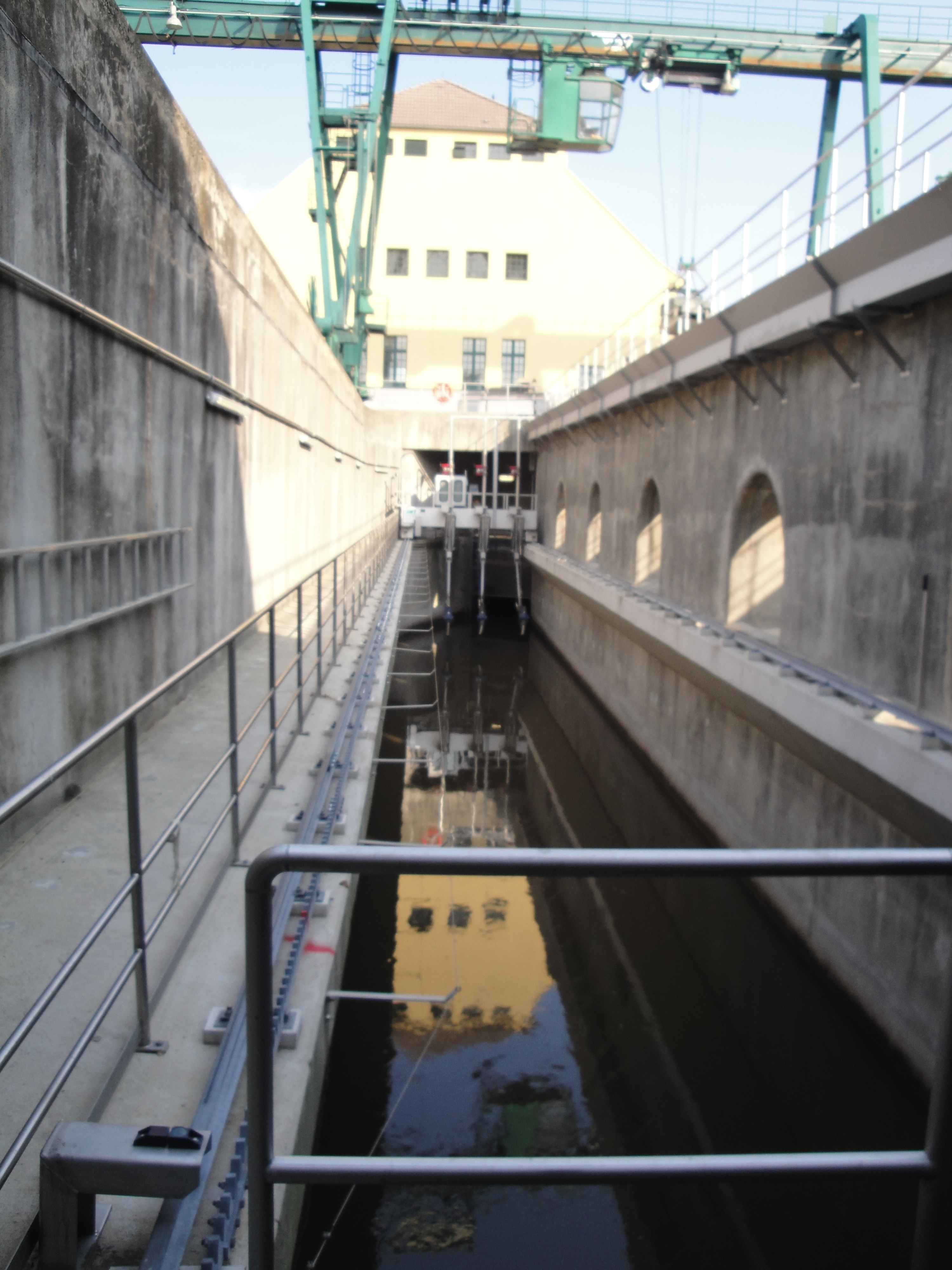
Vasca per la dissabbiatura

La dissabbiatura viene prevista principalmente nel caso di fogne unitarie (nera+pluviale) per l'allontanamento di terricci e degli altri materiali inorganici di diametro d > 0,2 mm presenti in sospensione nelle acque di rifiuto (quali ad esempio pezzetti di vetro e di metallo, sassolini e in genere tutti i materiali pesanti e abrasivi) che vengono convogliati in fogna, attraverso le caditoie pluviali, insieme all'acqua meteorica.
Sono necessari per evitare inconvenienti quali abrasioni nelle apparecchiature meccaniche mobili (es. pompe), intasamenti di tubazioni e canali, accumuli nei digestori e nelle tramogge delle vasche di sedimentazione, ecc. dovuti alla presenza di sabbie nelle acque reflue.
La dissabbiatura avviene in vasche dette dissabbiatori nelle quali si sfrutta la forza di gravità per eliminare tutte quelle particelle solide caratterizzate da un peso specifico maggiore di quello dell'acqua e tali da depositarsi sul fondo della vasca in tempi accettabili.
Poiché il materiale da separare è di tipo granuloso - cioè sedimenta senza interferire con le altre particelle e il moto del fluido è laminare - la velocità di sedimentazione delle particelle è regolata in prima approssimazione dalla legge di Stokes.
Tale legge presuppone che le particelle siano di forma sferica che il liquido sia in quiete e si trovi a temperatura costante e che il moto della particella verso il basso non venga influenzato né dalla presenza di altre particelle, né dalle pareti del contenitore.
I dissabbiatori sono costituiti da vasche in calcestruzzo armato percorse (in senso orizzontale e/o verticale) dal liquame a una velocità tale da provocare la decantazione dei materiali solidi trascinati in sospensione o per trasporto di fondo.
La funzionalità di un dissabbiatore è legata alla capacità di consentire la sedimentazione dei materiali inerti di diametro superiore a certi valori, che la pratica indica in 0,2-2,5 mm, e limitare l'entità delle sostanze organiche che inevitabilmente assieme a questi decantano.
I dissabbiatori tradizionali sono quelli a canale nei quali il liquame defluisce con flusso orizzontale. Li si trova ancora in qualche vecchio impianto.
Vengono sempre realizzati con unità in parallelo a funzionamento alternato in modo che il dissabbiamento non venga mai interrotto.
Sul fondo delle vasche è disposta una cunetta, nella quale si accumulano i materiali sedimentati che vengono rimossi con unità di pulizia meccanica (per grandi impianti) o manuale (per piccoli impianti) con semplice paleggio o con getti di acqua che spingono i materiali in canaletti trasversali, dai quali vengono poi convogliati in pozzetti di raccolta laterali. Le vasche hanno pianta rettangolare con lunghezza da 15 a 20 volte la profondità della corrente. Hanno sezione trasversale trapezia, rettangolare o più complessa.
Queste vasche devono essere proporzionate in modo tale che al loro interno il flusso del fluido, per qualsiasi valore della portata, deve avere una velocità media compresa tra 20–30 cm/s poiché per questi valori della velocità si è constatato che la quantità di materia organica e di materiali inerti che decanta risulta contenuta entro limiti accettabili.
Nel caso di portata in ingresso variabile, per mantenere la velocità del flusso costante spesso a valle del dissabbiatore viene realizzata una strozzatura (modellatore a risalto o venturimetro a canale), di opportuna forma, che può essere utilizzata anche per misurare la portata oppure viene utilizzata a monte una vasca di equalizzazione che restituisce una portata costante.
Il dissabbiatore a canale ha l'inconveniente di assumere dimensioni spesso troppo ingombranti; pertanto negli impianti moderni si utilizzano dissabbiatori a pianta circolare con fondo a tramoggia, di minore ingombro e configurati in modo tale da creare correnti trasversali secondarie (elicoidali, toroidali) che, sovrapponendosi alla corrente principale, favoriscono la concentrazione e la selezione dei materiali sedimentati.

### Disoleazione

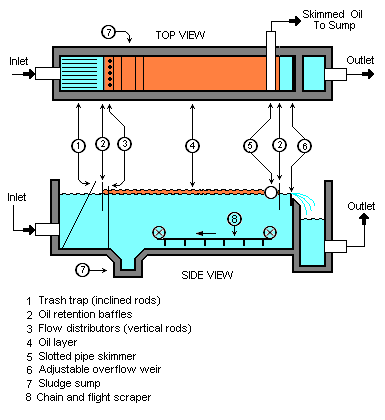
Separatore acqua-olio del tipo API

La disoleazione o sgrassatura viene introdotta nel ciclo depurativo, a valle delle griglie e dei dissabbiatori, quando sia accertato che oli e grassi siano presenti nei reflui in quantità tali da influenzare negativamente i trattamenti successivi soprattutto con riferimento ai trattamenti biologici.
Infatti le sostanze oleose tendono a rivestire, con un sottile velo, le materie biologiche impedendo così il contatto di queste con l'O2 e pertanto ne limitano l'ossidazione.
A volte la disoleazione ha lo scopo di recuperare gli oli e i grassi presenti nei reflui al fine del loro riutilizzo. Negli impianti ordinari le modeste quantità di grassi e oli vengono in massima parte trattenuti dai paraschiume che si dispongono all'entrata delle vasche di sedimentazione primaria, donde vengono poi di tanto in tanto rimosse insieme con altre materie leggere solide, che hanno accidentalmente attraversato i precedenti pretrattamenti, mediante schiumarole.
Il trattamento di disoleazione si fonda sul minor peso specifico dei grassi e oli rispetto all'acqua, che ne consente la risalita in superficie.
La disoleazione avviene in bacini aperti a sezione rettangolare o trapezia rovescia. Dal fondo delle vasche viene insufflata aria compressa, tramite diffusori porosi.
L'aria insufflata forma una specie di emulsione con le sostanze grasse presenti nei liquami favorendo il loro allontanamento in superficie. I grassi emulsionati sospinti verso l'estremità della vasca, vengono eliminati manualmente (piccoli impianti) o con dispositivi meccanici, scaricandoli a intervalli in apposito pozzetto di raccolta. Con la disoleazione il liquame subisce anche una pre-aerazione.

### Equalizzazione e omogeneizzazione
Qualora in ingresso all'impianto di depurazione si avesse una portata e/o un carico inquinante variabile, il liquame può essere oggetto di un trattamento di:
- equalizzazione per livellare le punte di portata;
- omogeneizzazione per livellare le punte di inquinamento,

al fine di garantire ai successivi trattamenti di depurazione un liquame a portata e carico organico sufficientemente costanti specialmente quando i processi biologici risultano sensibili alla variabilità della concentrazione di BOD5. In questo caso il liquame viene fatto confluire in una vasca, in calcestruzzo armato, di capacità tale da garantire lo smorzamento dei picchi idraulici e di carico organico.
Tale vasca viene posta a valle di tutti gli altri pretrattamenti poiché questi non risentono in maniera sensibile della variabilità sia del carico idraulico sia di quello organico.
La vasca di accumulo è dimensionata per garantire al liquame un idoneo tempo di residenza. Durante lo stazionamento nella vasca il refluo subisce un energico trattamento di agitazione, che garantisce l'omogeneizzazione del liquame, e di aerazione, per impedire l'instaurarsi di condizioni settiche. La vasca di equalizzazione può fungere anche da dissabbiatore, infatti l'insufflazione di una blanda quantità di aria, oltre a generare una miscelazione sufficiente a non far depositare le sostanze organiche sospese nel liquame, è tale però da consentire la sedimentazione delle sabbie. Le vasche di equalizzazione e omogeneizzazione possono essere collocate:
- lungo la linea di flusso dei reflui e quindi alimentate con l'intera portata da trattare;
- fuori linea in modo da ricevere, solo l'aliquota eccedente la portata massima trattabile dall'impianto. In questo caso lungo la linea di flusso dei liquami viene posto uno sfioratore opportunamente dimensionato.

Quasi sempre in tutte e due i casi è necessario il sollevamento, mediante pompe, dei liquami accumulati verso le successive fasi di trattamento.

### Sedimentazione primaria

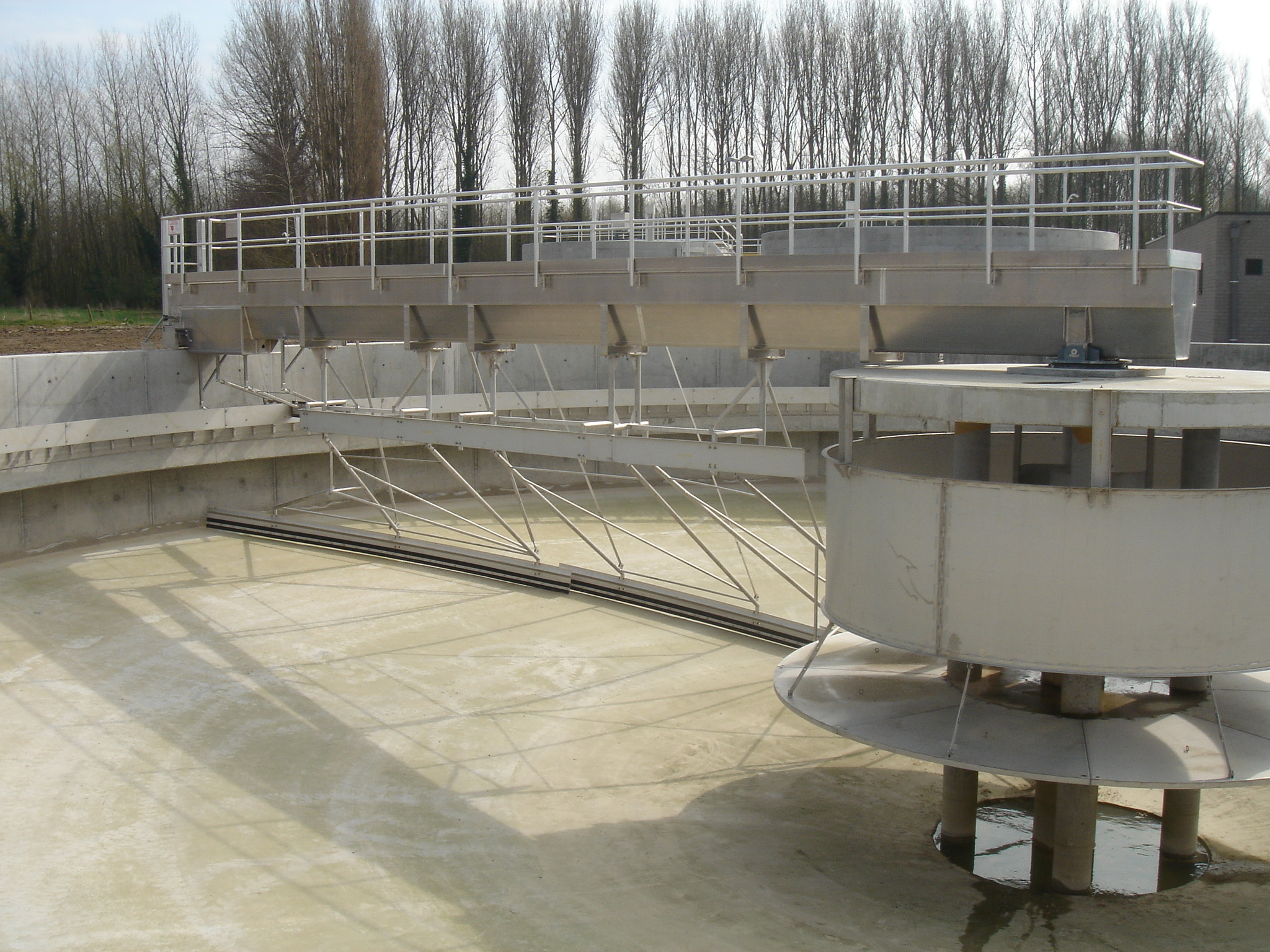
Vasca di sedimentazione.

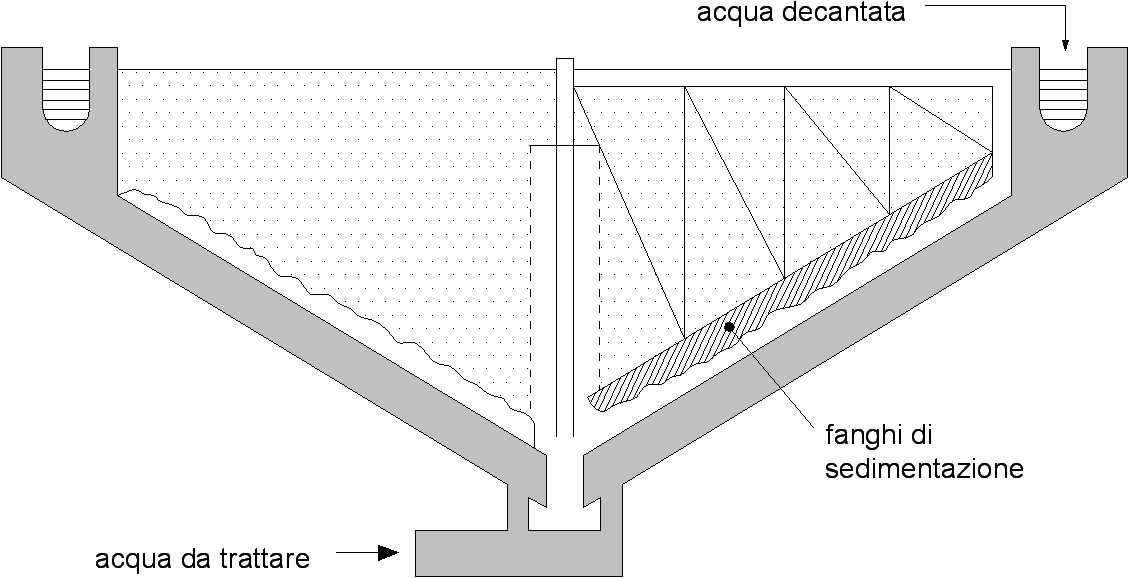
Schema di una vasca di decantazione a pianta circolare.

La sedimentazione primaria consiste in vasche nelle quali si attua la decantazione per la separazione dei solidi sospesi sedimentabili (SSS) ottenendo una riduzione del BOD5 intorno al 30%, la rimozione del restante 70% è demandato al successivo trattamento biologico.
Poiché in questa fase viene trattato un materiale di tipo granuloso, cioè la particella sedimenta senza interferire con le altre particelle, la velocità di sedimentazione del materiale obbedisce con discreta approssimazione alla Legge di Stokes e alla teoria di Hazen.
Le vasche di sedimentazione sono di regola poco profonde e comunque non meno di 1,80 m per evitare che il vento possa sollevare i fanghi già depositati.
Le vasche non devono essere né troppo corte, per non dar luogo a un corto circuito tra l'entrata e l'uscita dei liquami (cioè evitare che parte dei liquami possa effettuare un percorso dentro la vasca diverso da quello previsto teoricamente con riduzione del tempo effettivo di permanenza), né troppo larghe per non favorire la formazione di spazi morti presso gli angoli (con innesco dei fenomeni putrefattivi).
Le vasche vengono dimensionate per garantire un tempo di permanenza ( o tempo di detenzione T) del liquame compreso fra 1 e 3 ore (in genere si assumono valori attorno alle 2 ore); tali tempi di detenzione non devono essere inferiori a 20 minuti per fogne miste, in caso di pioggia (di regola si considera pari a 50 minuti).
Fissato un carico idraulico superficiale (Cis) compreso tra 0,8 m3/(m2.h) e 2,5 m3/(m2.h) - il valore massimo va utilizzato nel caso di fogne miste in caso di pioggia -;
nota la portata media nera oraria (o di tempo asciutto per le fogne miste): Qmn (m3/h)
ottengo:
- la superficie totale dei sedimentatori primari: S = Qmn/Cis (m2).
- il volume totale dei sedimentatori primari: V = Qmn*T (m3)

Si prevedono di regola più vasche al fine di garantire la continuità del servizio; per cui previsto un numero n di vasche queste dovranno avere una superficie Sn =S/n e un volume Vn = V/n.

Le vasche possono essere a flusso orizzontale e pianta rettangolare o flusso radiale o radiale/verticale e pianta circolare.
Per evitare gli inconvenienti menzionati in precedenza nelle vasche a flusso orizzontale a pianta rettangolare si assume per ogni vasca un rapporto b/L compreso tra 1/3 e 1/5. Utilizzando un rapporto b/L =1/3 si ottiene:
- b = √(Sn/3)≅ b0 (valore arrotondato)
- L0 = 3*b0
- h =Vn/(b0*L0) ≅ h0 che deve essere comunque ≤ circa 2 m.

Nelle vasche a sezione circolare si deve procedere considerando possibilmente un diametro ≤ 20 m.
Nelle vasche circolari, i liquami bruti entrano al centro della vasca, e dopo aver superato un deflettore, l'effluente chiarificato esce superando uno stramazzo perimetrale e raccogliendosi in una canaletta prosegue verso il trattamento biologico.
Le vasche sono munite di dispositivi automatici per la raccolta e l'evacuazione dei fanghi.
Nelle vasche rettangolari questi dispositivi possono essere costituiti da un ponte mobile portante lunghi bracci snodati ai quali sono fissati raccoglitori. Questi vengono tenuti a contatto del fondo quando il ponte si muove verso la tramoggia di raccolta del fango posta sul fondo della vasca, e si sollevano verso la superficie quando il ponte si muove in senso opposto.
Nel caso di vasche circolari il ponte ruota su un perno centrale e su una guida circolare periferica. I raccoglitori assicurati al ponte spazzano il fondo e convogliano i fanghi verso il pozzetto centrale di raccolta dal quale questi vengono aspirati e inviati ai digestori.

## Trattamento ossidativo biologico
Il trattamento ossidativo biologico consiste nella biodegradazione da parte di microrganismi di tutte le sostanze organiche presenti nell'acqua da depurare, fino a trasformarle in sostanze più semplici e innocue dal punto di vista ambientale.
Questo trattamento non è altro che un'estensione dell'autodepurazione che ha luogo spontaneamente nei corsi d'acqua, operata, nel caso dell'impianto di trattamento, in un ambiente in cui si mantengono artificialmente determinate condizioni ottimali allo scopo di concentrare e accelerare il processo in atto.
Per l'ossidazione biologica si possono utilizzare più tecniche, tra cui quelle più tradizionali sono:
- gli impianti a letti percolatori (o a filtri percolatori);
- gli impianti a fanghi attivati (o fanghi biologici): attualmente è il sistema più utilizzato per via della sua elevata efficienza (>90% di abbattimento del BOD).

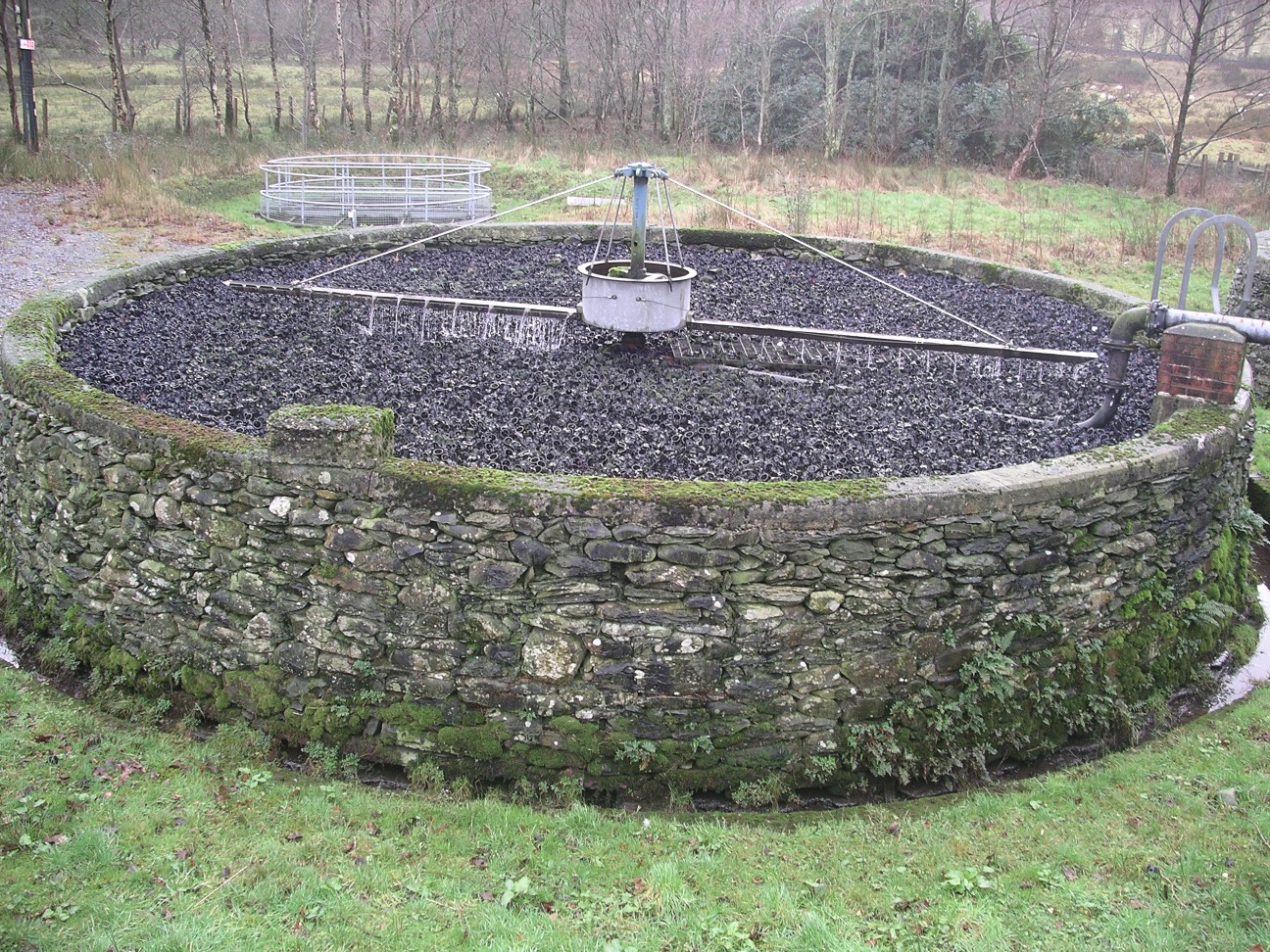
Letto percolatore.

Gli impianti a fanghi attivi sono di gran lunga i più usati e risultano più efficaci rispetto agli impianti a letto percolatore.

In sostituzione del trattamento ossidativo tradizionale a fanghi attivi (per sopperire ad alcune sue problematiche) stanno prendendo piede anche:
- le tecnologie MBR.
- gli impianti MBBR
- gli impianti a dischi biologici
- impianti biologici a letto percolatore aerobici a flusso naturale.

### Impianti a fanghi attivi

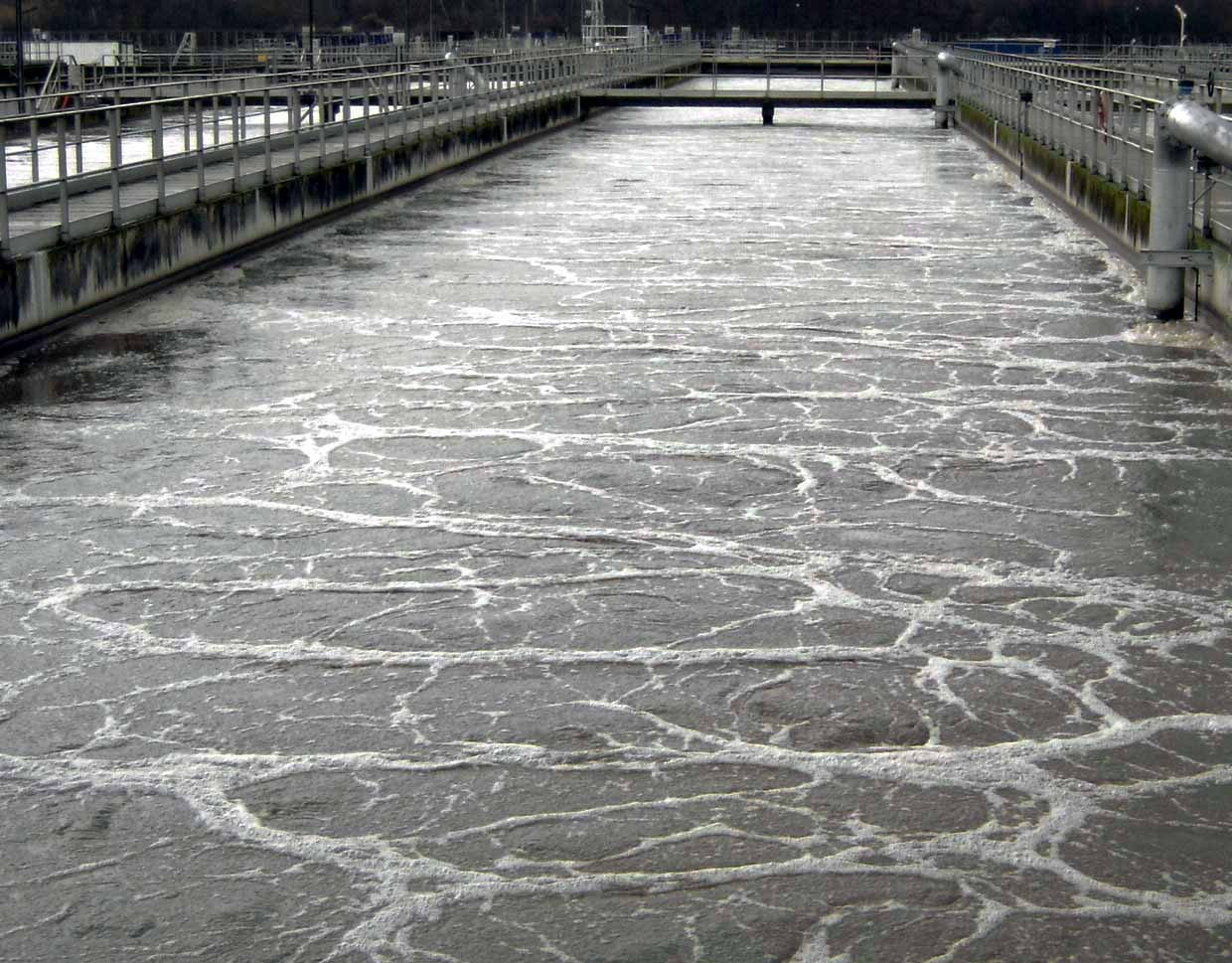
Impianto a fanghi attivati con microbolle

La vasca di ossidazione o aerazione o vasca dei fanghi attivi è la vasca fondamentale della depurazione biologica, dove i microorganismi che ossidano e degradano la sostanza organica sono presenti nei fiocchi di fango i quali sono sospesi in questa soluzione fangosa continuamente ossigenata e mescolata dal flusso di aria o ossigeno proveniente da erogatori posti sul fondo della vasca. Dopo un certo tempo di permanenza in questa vasca, opportuno per la degradazione delle sostanze organiche e per la nitrificazione dello ione ammonio a nitrato, il fango viene inviato a un sedimentatore secondario che separa il fango attivo (contenente i microorganismi attuanti la depurazione biologica) dal refluo chiarificato ovvero l'acqua che ha subito il processo depurativo biologico.

### Fase ossidativa
È la fase fondamentale della depurazione che sfrutta le capacità di alcune popolazioni di microrganismi aerobi, naturalmente contenute nei reflui, di utilizzare per il proprio metabolismo il contaminante organico.
Questo trattamento avviene nella vasca (o vasche) di ossidazione e prevede un'abbondante aerazione perché i batteri presenti nel refluo stesso hanno bisogno di ossigeno per degradare la sostanza organica biodegradabile presente, e più è alto il carico organico e maggiore sarà la richiesta di ossigeno da parte dei batteri aerobi.
La solubilità dell'ossigeno nell'acqua è relativamente bassa (a 20 °C 9,1 mg di O2 in un litro d'acqua). L'ossigeno viene consumato velocemente dato il grande carico organico e bisogna costantemente fare in modo che il refluo sia sufficientemente ossigenato.
L'aerazione del liquame può essere effettuata mediante:
- aerazione meccanica
- insufflamento d'aria
- insufflamento di ossigeno.

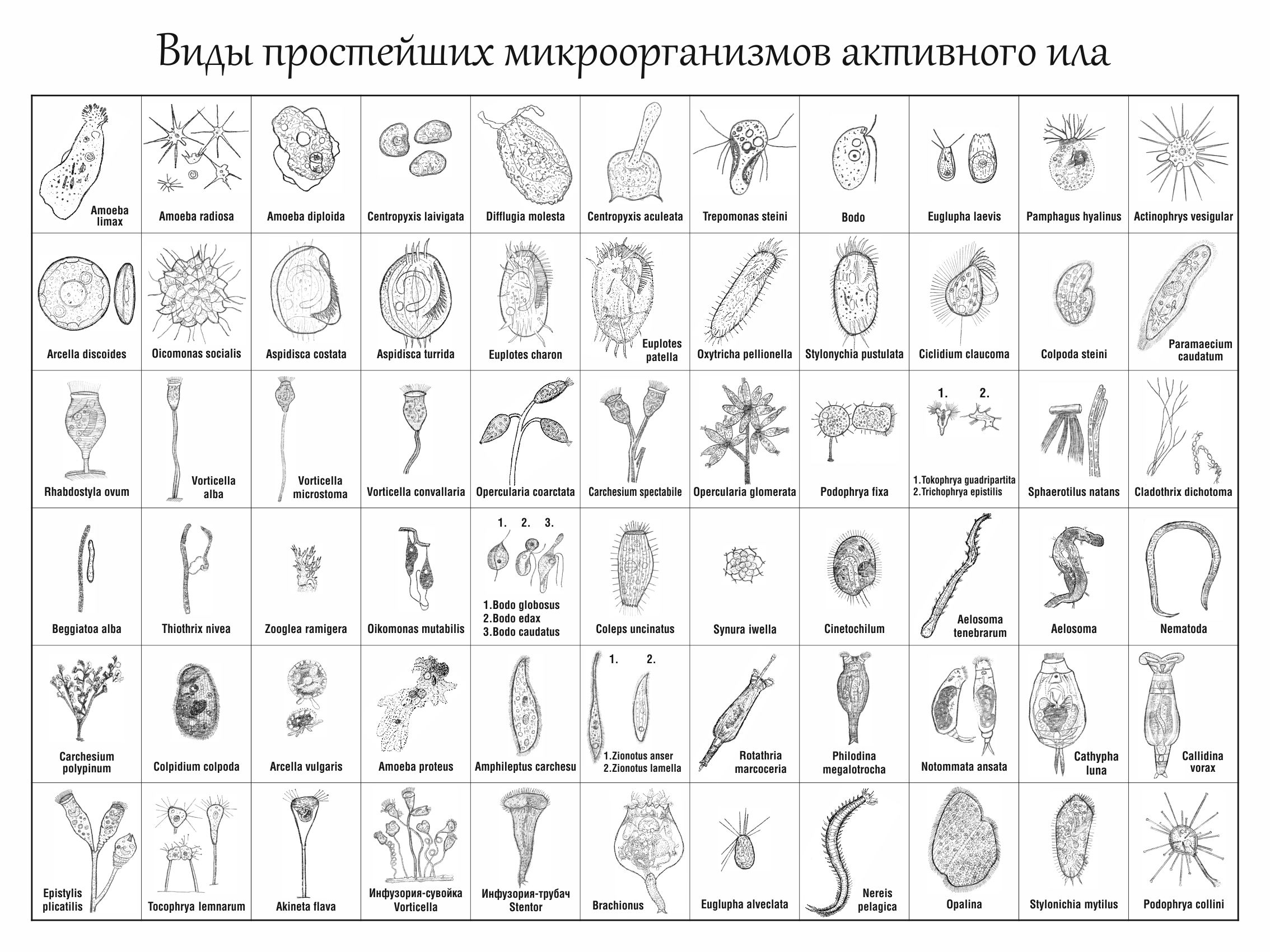
Alcune specie di microrganismi comunemente presenti nei fanghi attivi.

Durante questa fase avvengono numerosissime reazioni di biodegradazione della materia organica biodegradabile, dove sostanze organiche complesse vengono convertite in sostanze inorganiche più semplici, quali: CO2, H2O, NH4+, NO2- NO3-.
I batteri sono naturalmente selezionati dalle condizioni dell'ambiente in cui si trovano, così che in ambienti ad alta concentrazione di proteine avremo generi di Alcaligens, Flavobacterium, Bacillus, in ambienti ricchi di carboidrati troveremo Pseudomonas, e a basse concentrazioni di O2 e sostanze organiche avremo Nitrosomonas e Nitrobacter.
Parte della degradazione si verifica nel fango attivo dove si ha una demolizione catalitica operata da esoenzimi su molecole organiche polimeriche a cui segue un loro utilizzo a fini energetici.
La turbolenza interna del refluo dovuta all'ossigenazione della vasca non deve superare un certo livello per evitare la distruzione dei fiocchi di fango e la conseguente morte dei microrganismi che lo abitano. In pratica, bisogna cercare il più possibile di ossigenare la vasca di ossidazione cercando, però, allo stesso tempo di non distruggere i fiocchi di fango e i microorganismi presenti al loro interno.
Per assicurare il buon funzionamento del processo, nella vasca di ossidazione si devono avere e mantenere i seguenti parametri: pH abbastanza neutro tra 6 e 8, una concentrazione di O2 disciolto maggiore di 2 mg/l e temperature comprese tra 25 °C e 32 °C, evitando di farle scendere troppo durante l'inverno.
È molto importante tenere presente che nella vasca di ossidazione il liquame è mescolato (tramite l'agitazione meccanica o tramite insufflazione di aria o tramite l'insufflazione di O2) e quindi nella vasca di ossidazione non avviene una decisa sedimentazione di fango che avviene, invece, successivamente, nel sedimentatore secondario.

### Sedimentazione secondaria

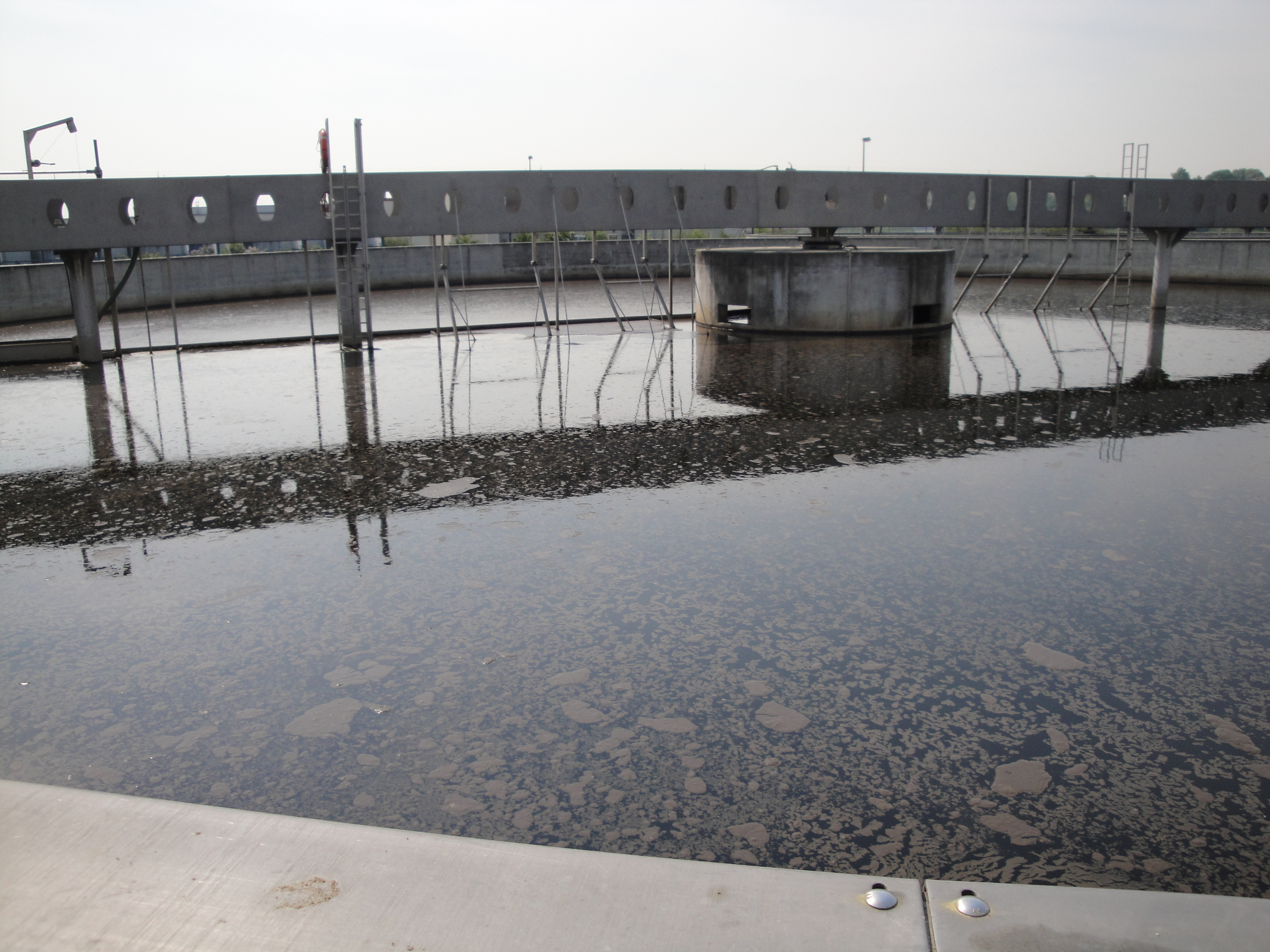
Vasca di sedimentazione secondaria

La sedimentazione secondaria segue la fase ossidativa e ha il compito di separare i fanghi biologici dal resto del refluo chiarificato o trattato. Infatti, dopo un tempo opportuno di permanenza nella vasca di ossidazione, i fanghi biologici o attivi passano al sedimentatore secondario dove, sedimentando, si separano dal refluo trattato o chiarificato.
Sul fondo del sedimentatore secondario si accumulano i fanghi biologici sedimentati, mentre il refluo chiarificato (cioè l'acqua trattata, più chiara) si trova in vicinanza del pelo libero.
I fanghi secondari o biologici sono diversi dai fanghi primari i quali vengono separati dal liquame grezzo senza subire alcuna trasformazione da parte dei batteri.
Poiché il fango biologico, composto fondamentalmente da biomassa batterica, è un fango di tipo fioccoso (il fiocco di fango è filamentoso e pertanto sedimenta interferendo con gli altri fiocchi), la sua velocità di sedimentazione non obbedisce alla Legge di Stokes.
I fanghi secondari sono costituiti principalmente da biomassa e sono formati da:
- solidi sospesi sedimentabili (SSS) sfuggiti alla sedimentazione primaria (i decantatori primari non hanno mai un rendimento del 100%);
- solidi sospesi non sedimentabili (SSNS) e non biodegradabili: cioè quelle sostanze che non vengono attaccate dai batteri ma rimangono comunque incorporate nella biomassa;
- solidi sospesi non sedimentabili (SSNS) biodegradabili: cioè quelle sostanze colloidali che vengono attaccate dai batteri e da questi trasformate in biomassa;
- solidi disciolti (SDV) biodegradabili: cioè quelle sostanze disciolte che vengono attaccate dai batteri e da questi trasformate in biomassa.

Il refluo chiarificato o trattato (linea acque) verrà avviato a ulteriori trattamenti come la denitrificazione, la defosfatazione e la disinfezione.
Il fango biologico sedimentato (linea fanghi) può intraprendere varie strade: può essere pompato nuovamente nella vasca di ossidazione, può essere pompato in parte nel primo sedimentatore per migliorare le caratteristiche dei fanghi primari, può essere pompato nella vasca di denitrificazione, può essere pompato nella vasca di defosfatazione, può subire l'ispessimento, la digestione, e altri trattamenti finalizzati allo smaltimento a norma di legge.

## Ulteriori trattamenti
Sebbene la maggior parte di questi trattamenti non costituiscano "il cuore" dell'impianto di trattamento (come l'ossidazione biologica effettuata nella vasca ossidativa o vasca di aerazione) sono importantissimi e permettono una depurazione ancora più efficace e spinta, in quanto questi trattamenti, a monte della vasca di ossidazione, migliorano le caratteristiche del fango biologico con il conseguente aumento della resa dell'ossidazione biologica, e a valle del processo ossidativo migliorano:
1. l'acqua chiarificata (che verrà scaricata nel corpo recettore dopo aver subito tutti i dovuti trattamenti)
2. il fango biologico (che viene ricircolato in parte nella vasca di prima sedimentazione, in parte nella vasca di ossidazione, e in parte smaltito dopo opportuni trattamenti).

Fanno parte di questa fase:
- trattamenti chimico-fisici (chiariflocculazione)
- trattamenti meccanici (filtrazione su carboni attivi o su filtri a sabbia)
- trattamenti biologico-naturali (fitodepurazione, lagunaggio)
- trattamenti biologici (nitrificazione, denitrificazione e defosfatazione)
- trattamenti di disinfezione.

Per aiutare la sedimentazione viene effettuato un trattamento chimico-fisico di flocculazione che può essere effettuato nel sedimentatore primario, nel secondario o in tutti e due.
Se sono presenti, nel refluo da trattare, discrete quantità di composti azotati che possono causare l'eutrofizzazione e l'anossia del corpo idrico ricettore con la conseguente morìa della fauna acquatica si procede alla denitrificazione che viene svolta nella vasca di denitrificazione, nel nostro esempio, a monte della vasca di ossidazione. I fosfati subiranno un trattamento di defosfatazione nella vasca di rilascio del fosforo.
Per esempio l'acqua chiarificata del sedimentatore secondario e quindi lo scarico finale deve subire un trattamento di disinfezione.
Alcuni di questi trattamenti opportunamente organizzati possono essere utilizzati come veri e propri processi depurativi, come ad esempio la chiariflocculazione, la fitodepurazione e il lagunaggio.

### Chiariflocculazione

Vasche di flocculazione svuotate per le operazioni di manutenzione. Sono visibili gli agitatori.

La chiariflocculazione consiste principalmente nella precipitazione di sostanze sospese non sedimentabili (e, se presenti in soluzione, anche le sostanze sedimentabili) che durante questo processo formano via via aggregati di maggiori dimensioni e di peso fino a costituire un precipitato che si deposita sul fondo del contenitore o della vasca utilizzati per questo trattamento.
Questo processo permette, a seconda di come viene eseguito: chiarificazione delle acque trattate, precipitazione di alcuni metalli, riduzione di COD e BOD, defosfatazione (rimozione del fosforo), rimozione di oli e grassi (infatti, attraverso questo processo vengono rotte le emulsioni oleose disciolte nell'acqua da trattare consentendo il loro ritorno in superficie per poi effettuarne la disoleatura).
Questo trattamento può essere effettuato a monte dell'ossidazione biologica e/o sull'effluente dell'ossidazione biologica.

### Abbattimento dell'azoto totale
L'azoto nelle acque di scarico può essere presente in diverse forme:
- azoto organico;
- azoto ammoniacale;
- azoto nitroso;
- azoto nitrico.

Le determinazioni del tenore di azoto (in termini di azoto ammoniacale e di azoto organico) si basano sul Metodo Kjeldahl (TKN).

L'eliminazione dei composti azotati dai reflui avviene mediante due fasi:
- la nitrificazione;
- la denitrificazione.

Nei reflui in arrivo nell'impianto, una buona parte della sostanze organiche a base d'azoto se completamente biodegradata si trova sotto forma di ammonio NH4+, mentre ai fini della denitrificazione servono soprattutto i nitrati NO3-.

Pertanto per attuare la rimozione completa delle sostanze azotate è necessario preventivamente effettuare una nitrificazione (che avviene principalmente nella vasca di aerazione) mediante la quale, in condizioni aerobie e in presenza di O2 avviene l'ossidazione biologica di NH4+ a NO2-(nitrito) e di NO2- a NO3- (nitrato).

Successivamente, nella vasca non ossigenata o anossica di denitrificazione, i nitrati NO3- vengono convertiti in azoto molecolare gassoso N2 dai batteri anaerobi.

#### Nitrificazione
La nitrificazione può essere attuata nella vasca di ossidazione o aerazione o vasca dei fanghi attivi. Viene attuata da batteri autotrofi litotrofi aerobici (sono circa il 4% dei batteri totali presenti nel fango) capaci di utilizzare, per la sintesi cellulare, carbonio inorganico (CO2) e di trarre l'energia necessaria alla crescita e al metabolismo dall'ossidazione di NH4+ a NO2-(nitrito) e di NO2- a NO3- (nitrato), secondo il seguente processo:
- si ha nitrosazione a opera di Nitrosomonas sp. che può ossidare l'ammonio a nitrito: NH4+ + 3/2O2 → NO2-+2H++H2O, ma non può completare l'ossidazione a nitrato;
- segue la nitricazione a opera di Nitrobacter sp. che ossida il nitrito a nitrato: NO2-+1/2O2 → NO3-.

I Nitrosomonas e i Nitrobacter sono caratterizzati da una velocità di crescita notevolmente inferiore ai batteri chemioeterotrofi che operano la principale ossidazione delle sostanze organiche, pertanto sono poco presenti in un fango che presenta un'età non sufficientemente alta, infatti se non si permette a questi batteri di permanere per un certo periodo di tempo relativamente lungo nel fango essi verranno continuamente dilavati con i fanghi di supero e non avranno modo di operare le loro reazioni.
La velocità di nitrificazione dipende dall'O2 disciolto, mentre la velocità di crescita dei batteri dipende dal pH dell'acqua il quale, per consentire le condizioni ottimali di crescita a entrambi i microrganismi, deve rimanere possibilmente tra 7 e 8.
La temperatura ottimale della nitrificazione varia tra 25-32 °C.
In queste reazioni si hanno delle condizioni rigorose e molto restrittive, al di fuori delle quali le reazioni procedono scarsamente, quindi non è semplice ottenere una discreta o buona nitrificazione.
A questo punto, l'acqua in uscita dal reattore aerobico, dove è avvenuta l'ossidazione delle sostanze organiche e la nitrificazione, viene messa in ricircolo e viene pompata a monte nella vasca anossica di denitrificazione. L'azoto residuo in uscita dall'impianto è relativo a: NO3- non inviato con ricircoli alla denitrificazione, alla frazione di N non nitrificata, alla frazione N disciolto o legato a solidi sospesi.
Esistono diversi altri processi di abbattimento dell'azoto quali:
- * il processo Wuhrmann dove il reattore anossico è posto a valle di quello aerobico;
- * il processo Bardempho dove i reattori sono disposti in quest'ordine: anossico - aerobico - anossico - aerobico.

#### Denitrificazione
La denitrificazione è un processo di natura biologica attuato da alcuni batteri che consiste nella conversione dei nitrati NO3-, in azoto gassoso N2. Tale processo avviene in condizioni "anossiche", cioè in assenza di ossigeno disciolto in acqua.
Durante tale processo, il nitrato NO3- funge da accettore di elettroni, ossidando sostanze organiche (CHO)n, producendo così azoto molecolare N2, anidride carbonica CO2 e acqua H2O.
In particolare le reazioni che avvengono durante tale processo sono le seguenti:
| Sede della reazione | Enzima coinvolto            | Equazione chimica |
| ------------------- | --------------------------- | ----------------- |
| citoplasma          | nitrato riduttasi A         | NO3- → NO2-       |
| periplasma          | nitrito riduttasi A         | NO2 → NO          |
| periplasma          | ossido di azoto riduttasi   | NO → N2O          |
| periplasma          | ossido di diazoto riduttasi | N2O → N2          |

Molte di tali reazioni hanno luogo nel periplasma poiché si ha produzione di intermedi gassosi che interferirebbero con le attività cellulari.
I batteri responsabili della denitrificazione sono batteri eterotrofi anaerobi facoltativi (fra cui Pseudomonas aeruginosa, Pseudomonas denitrifcans, Paracoccus denitrificans, Thiobacillus denitrifcans).
Essendo eterotrofi, tali batteri richiedono anche sostanze organiche per lo svolgimento del loro metabolismo: il carbonio organico deve fornire ben 5 moli di elettroni per mole di NO3-. Di conseguenza il fango dove avviene la denitrificazione non deve essere un fango molto vecchio poiché in questo il carbonio organico sarebbe assente o presente in percentuali troppo esigue per poter far procedere la reazione di denitrificazione a partire dai nitrati.
Per questo motivo è preferibile avere una vasca di denitrificazione in testa o a monte della vasca di ossidazione il cui contenuto ricircola verso la vasca di denitrificazione. In questo modo la vasca di denitrificazione contiene sia il refluo che non ha ancora subìto l'ossidazione biologica (quindi contenente abbondanti quantità di carbonio organico), sia il refluo che ha subito l'ossidazione biologica (contenente quindi i nitrati da convertire in azoto) il quale viene fatto opportunamente ricircolare nella vasca denitrificante.
Comunque, anche se si ha la vasca di denitrificazione a valle della vasca di ossidazione di un processo ad esempio a basso carico (e quindi con un contenuto di carbonio organico esiguo), per fornire un idoneo quantitativo di carbonio organico ai batteri denitrificanti basta far circolare nella vasca di denitrificazione parte del liquame proveniente dal sedimentatore primario o che bypassa la vasca di ossidazione.
La miscela nitrificata proveniente dalla vasca di aerazione durante il "tragitto" perde velocemente l'ossigeno disciolto e quindi non "ossigena" significativamente la vasca anossica. È preferibile posizionare la vasca di denitrificazione a monte della vasca di aerazione (processo Ludzak-Ettinger) in modo da garantire liquami, provenienti dalle vasche di sedimentazione primaria, con la necessaria quantità di sostanza organica.

### Defosfatazione
La presenza di una certa quantità di fosforo nelle acque reflue civili e industriali porta alla formazione di fenomeni di eutrofizzazione nel corpo ricettore. Attualmente le leggi italiane impongono come limite allo scarico del refluo che si immette in un corpo ricettore, una concentrazione di fosforo pari a 10 mg/l, come contemplato nell'allegato 5 della parte III alla tabella 3, del Decreto Legislativo del 3 aprile 2006 n.152 chiamato "Norme in materia ambientale".
Il fosforo può essere presente in più forme: inorganica come ortofosfato (PO43-), fissato in strutture cristalline a base di Ca, Fe, Al, oppure organica sotto forma di acido umico, fulvico o fosfolipidi. Rispetto all'azoto, il fosforo ha l'inconveniente di non poter essere ridotto in forma gassosa e liberato nell'atmosfera.
La concentrazione di fosfati è funzione anche dell'età del fango trattato infatti a seguito della lisi cellulare rapida si ha rilascio di fosfato. In un impianto convenzionale a fanghi attivi si ha già una rimozione parziale del fosforo dal 20 al 30%, (per la riproduzione cellulare), ma con trattamenti specifici tale rimozione può arrivare a 90%.
L'eliminazione specifica del fosforo viene realizzata a seconda dei casi mediante un trattamento di tipo chimico-fisico di chiariflocculazione o mediante un trattamento di tipo biologico (Biological Phosphorous Removal - BPR).

#### Defosfatazione chimica
È un trattamento di chiariflocculazione attraverso il quale si favorisce la precipitazione del fosforo soprattutto sotto forma di fosfati insolubili. Successivamente si sottopone il refluo trattato a una filtrazione (su sabbia, teli o su dischi).
A tal fine vengono usati:
- la calce spenta o idrossido di calcio Ca(OH)2, la reazione base è:

10Ca(OH)2 + 6 PO43- ↔ Ca10(PO4)6(OH)2 + 8OH-
con produzione di Ca10(PO4)6(OH)2 insolubile
- solfato di alluminio Al2(SO4)3, cloruro di alluminio AlCl3, o policloruri basici di alluminio Aln(OH)mCl3n-m le reazioni base sono:

Al2(SO4)3 + 2PO43- ↔ 2AlPO4 + 3SO42-
AlCl3 + PO43- ↔ AlPO4 + 3Cl-
con produzione di AlPO4 insolubile
- solfato ferrico, o cloruro ferrico con aggiunta di calce spenta che incrementa il pH, le reazioni sono:

Fe2(SO4)3 + 2PO43- ↔ 2FePO4 + 3SO42-
FeCl3 + PO43- ↔ FePO4 + 3Cl-
con produzione di FePO4 insolubile.
Il fosfato o meglio l'ortofosfato riportato nelle reazioni completamente deprotonato, si può trovare anche nelle seguenti forme protonate in dipendenza dal pH della soluzione come HPO42-, H2PO42-, H3PO4. A un pH molto acido sarà presente soprattutto come acido ortofosforico H3PO4, ma verso un ph basico la forma prevalente sarà PO43-. Ogni reazione viene eseguita regolando opportunamente il pH in modo da ottenere la maggior quantità possibile di fosfati insolubili. Questo sistema ha però l'inconveniente di produrre una notevole quantità di precipitato o fango.

#### Defosfatazione biologica
Il sistema di defosforazione biologico, sfrutta l'intervento di batteri eterotrofi fosfo-accumulanti (Phosphorus Accumulating Organisms - PAOs)) come Acinetobacter species che tendono naturalmente ad accumulare fosforo, sotto forma di polifosfati, ma che se sottoposti a stati alternati di stress aerobico-anaerobico, accumulano molto più fosforo del necessario.
L'abbattimento biologico dei fosfati organici consiste in due fasi distinte: una aerobica e l'altra anaerobica. Si parla di processo full stream o A/O (da Anaerobic-Oxic) se l'intera portata viene sottoposta al ciclo aerobico/anaerobico in questo caso si ha un sistema di trattamento a doppio stadio biologico:
- il primo, in ambiente anaerobico, è condotto in un ABR (Anaerobic Baffled Reactor) costituito da tre comparti attraversati in serie dal liquame in trattamento dove avviene sia la separazione per gravità dei solidi sospesi sedimentabili di natura organica sia la degradazione anaerobica di una parte della sostanza organica più facilmente degradabile;
- il secondo, alimentato con l'effluente del primo stadio, è composto dall'unità di aerazione e dalla sedimentazione secondaria, utilizzate per sviluppare un processo a fanghi attivi mirato all'ossidazione combinata dell'azoto ammoniacale e del substrato organico.

Questo tipo di processo è finalizzato alla sola rimozione del fosforo.
Se a questo processo viene aggiunta una fase anossica, (A2/O da Anaerobic-Anoxic-Oxic) destinata alla denitrificazione, si può rimuovere contemporaneamente anche l'azoto.
Un processo di rimozione simultanea di azoto e fosforo è quello denominato Phoredox che è un processo di abbattimento di azoto tipo Bardenpho con un reattore anaerobico in testa. Se viene trattata in anaerobiosi soltanto una frazione dei fanghi di ricircolo si parla di processo side stream.
Nella fase anaerobica i batteri sfruttano, in mancanza d'O2, la polifosfatochinasi come riserva energetica per produrre poli-idrossibutirrato (BHP) ma per fare questo degradano i polifosfati presenti nelle loro cellule rilasciando quindi nell'acqua ortofosfati. In questa fase vi è il rilascio del fosforo nell'acqua e l'accumulo di PHB.
Durante la fase aerobica, i batteri, sviluppano un enzima (la polifosfatochinasi) che consente alle cellule di assumere gli ortofosfati presenti nell'acqua e rilasciati nella fase anaerobica in quantità molto superiore a quella necessaria come polifosfati, sotto forma di granuli di volutina, e allo stesso tempo per ricavare energia i batteri degradano il poli-idrossibutirrato (BHP). In questa fase vi è una riduzione di fosforo nell'acqua e un consumo di PHB.
I batteri si accumuleranno poi nel sedimentatore secondario con i fanghi e verranno inviati con i ricircoli alla vasca di rilascio dei fosfati.Gran parte dei fosfati in verità viene rimossa attraverso il fango di supero, che li contiene in percentuali del 3÷6% sul totale di materia secca. I principali vantaggi derivanti dalla rimozione biologica del fosforo sono ridotti costi e minore produzione di fango rispetto alla precipitazione chimica. L'abbattimento del fosforo può avvenire anche per mezzo di un trattamento di fitodepurazione.

### Disinfezione
La disinfezione serve principalmente ad abbattere la presenza di tutti i patogeni nell'effluente depurato (batteri e altri microrganismi, funghi, virus, spore).

Può avvenire tramite:
- clorazione
- uso di acido peracetico
- ozonizzazione
- attinizzazione.

#### Clorazione
La clorazione è il procedimento più utilizzato per la depurazione microbiologica delle acque. Esso reagisce ossidando le sostanze organiche e inorganiche e inattivando i microrganismi.
Il cloro è il disinfettante più usato nei trattamenti di disinfezione. Esso può essere impiegato sotto forma di cloro molecolare liquido o gassoso Cl2, ipoclorito di sodio NaClO, biossido di cloro ClO2, cloroammine come NH2Cl e NHCl2.
Il cloro può in presenza di ammoniaca dare origine a cloroammine primarie, secondarie o terziarie con efficacia germicida decrescente. La formazione di un tipo di ammine piuttosto che altre dipende dalla concentrazione di cloro molecolare: maggiore è questa, maggiore è la produzione di ammine terziarie con basso potere di disinfezione, in quanto queste si decompongono rapidamente.

#### Acido peracetico
L'acido peracetico CH3COOOH, è un potente biocida che basa la sua azione sull'alterazione di strutture cellulari come enzimi e membrane. Viene prodotto per reazione fra perossido d'idrogeno e anidride acetica. È particolarmente instabile pertanto viene commercializzato in soluzioni al 5% o 15% pronto per essere solubilizzato nelle giuste quantità nelle acque da depurare.

#### Ozonizzazione
L'ozonizzazione è una tecnica di disinfezione delle acque che impiega ozono (O3) un gas prodotto mediante scariche elettriche ad alto voltaggio in una apposita camera nella quale viene fatto passare un flusso d'aria o di O2 : l'energia fornita consente a una parte delle molecole di O2 di essere scisse in due atomi di ossigeno detti radicali che sono particolarmente reattivi, secondo la reazione:
O2 + energia → 2O•
Ciascun radicale oltre che andare a ricostituire ossigeno molecolare O2, potrà reagire con una molecola di O2 per dare ozono O3, una molecola trivalente molto aggressiva e instabile:
O• + O2 → O3
L'ozono ha elevata efficacia nei confronti di batteri e virus. Forma meno prodotti secondari in combinazione con le sostanze residue nei liquami rispetto ai sistemi utilizzanti cloro, ha tempi di contatto più ridotti, è più efficace nella decolorazione e abbattimento di odori, ha un costo elevato, deve essere prodotto in loco mediante degli ozonizzatori (a scarica elettrica: 15.000-18.000 V) e successivamente insufflato nel liquame.

#### Attinizzazione
L'attinizzazione sfrutta l'azione battericida dei raggi UV-C I raggi UV sono emessi per mezzo di lampade a vapori di mercurio. Sono state create apparecchiature che trattano fino a 100 m3/ora di acqua con lampade U.V. con una potenza di 30.000 µW/sec/cm2. Si raggiunge un livello di qualità eccellente ma i costi sono elevati. L'uso di raggi UV consente la degradazione da parte degli stessi del DNA batterico. L'efficacia massima la si ha mediante l'uso di lunghezza d'onda (λ) intorno ai 250 nanometri corrispondente agli UV C e con una densità di flusso radiativo di almeno 6000 µW/cm2 (microWatt per centimetro quadrato). Poiché le lampade usate normalmente perdono efficacia nel corso del tempo si usano lampade con densità di flusso radiativo molto superiore. I raggi UV hanno un potere biocida elevatissimo nei confronti di batteri, spore, virus, funghi, nematodi.
I raggi gamma che sono radiazioni ionizzanti sono il massimo sistema di disinfezione ottenibile attualmente. Si sfruttano, ad esempio, quelli derivanti dal 60Co. Questi raggi determinano rotture e mutazioni negli acidi nucleici sia direttamente sia attraverso radicali dell'ossigeno che si producono dalla ionizzazione; è il sistema più efficace ma ha un costo elevato e attualmente non viene utilizzato per la disinfezione delle acque, ma ad esempio, per la disinfezione di strumentario infetto come siringhe, cateteri, piastre, pipette.

## Trattamento dei fanghi di depurazione
Il fango di un impianto o viene ricircolato nelle vasche, oppure segue una via di smaltimento detta trattamento dei fanghi.
L'obiettivo primario del trattamento dei fanghi è quello di rendere migliori le caratteristiche del fango affinché possa essere correttamente smaltito o addirittura (solo se rispetta determinati requisiti) riutilizzato in agricoltura.
I processi di trattamento dei fanghi sono di tipo chimico, biologico e fisico/termico e possono essere suddivisi in due grandi categorie:
- i processi di separazione che hanno lo scopo di allontanare parte della frazione liquida dalla frazione solida dei fanghi;
- i processi di conversione che hanno lo scopo di modificare le caratteristiche di fanghi per facilitarne i trattamenti successivi.

I trattamenti utilizzati comunemente possono appartenere o a una sola delle due categorie (ad esempio condizionamento) o a entrambe contemporaneamente (ad esempio incenerimento).
I principali trattamenti dei fanghi sono:
- Ispessimento
- Stabilizzazione biologica
  - digestione aerobica
  - digestione anaerobica
- Condizionamento
- Disidratazione
  - Disidratazione per essiccamento naturale su letti drenanti
  - Disidratazione per centrifugazione
  - Disidratazione per filtrazione meccanica (filtropressatura, nastropressatura).

### Tipologia dei fanghi
I fanghi generati dalla linea acque di un impianto di depurazione tradizionale possono essere:
- fanghi primari: fango derivante dal processo di sedimentazione primaria; sono costituiti da sostanza organica fresca che si separa dal liquame grezzo senza aver subito alcun trattamento (fanghi granulosi). Contengono una quantità di solidi pari al 4% (96% di umidità), questi si degradano più rapidamente anaerobicamente rispetto alle altre tipologie di fanghi e producono più biogas;
- fanghi secondari, biologici o attivi: fango derivante dai processi di ossidazione biologica: filtri percolatori o fanghi di supero di impianti a fanghi attivi. Sono fanghi fioccosi e hanno una percentuale di solidi più bassa di quella dei fanghi primari, con valore tipico pari a 1% (99% di umidità), ma sono più ricchi di azoto e fosforo;
- fanghi chimici: fango derivante da processi di chiariflocculazione.

Di norma alla linea fanghi arrivano fanghi combinati cioè primari e secondari i quali presentano una elevata umidità, pari al 96-99 %.

Questa umidità deve essere rimossa dal fango per consentire il suo smaltimento finale riducendo al massimo i danni ambientali e con minor costo possibile.

### Addensamento fanghi
L'addensamento ha lo scopo di concentrare i fanghi e di ridurne i volumi a favore dei trattamenti della linea fanghi previsti a valle.
L'ispessimento ha la funzione di eliminare in grande quantità l'acqua contenuta nei fanghi provenienti dalla sedimentazione primaria.

La flottazione è un procedimento analogo all'ispessimento riguardante però i fanghi di esubero provenienti dalla sedimentazione secondaria.

### Digestione o stabilizzazione biologica

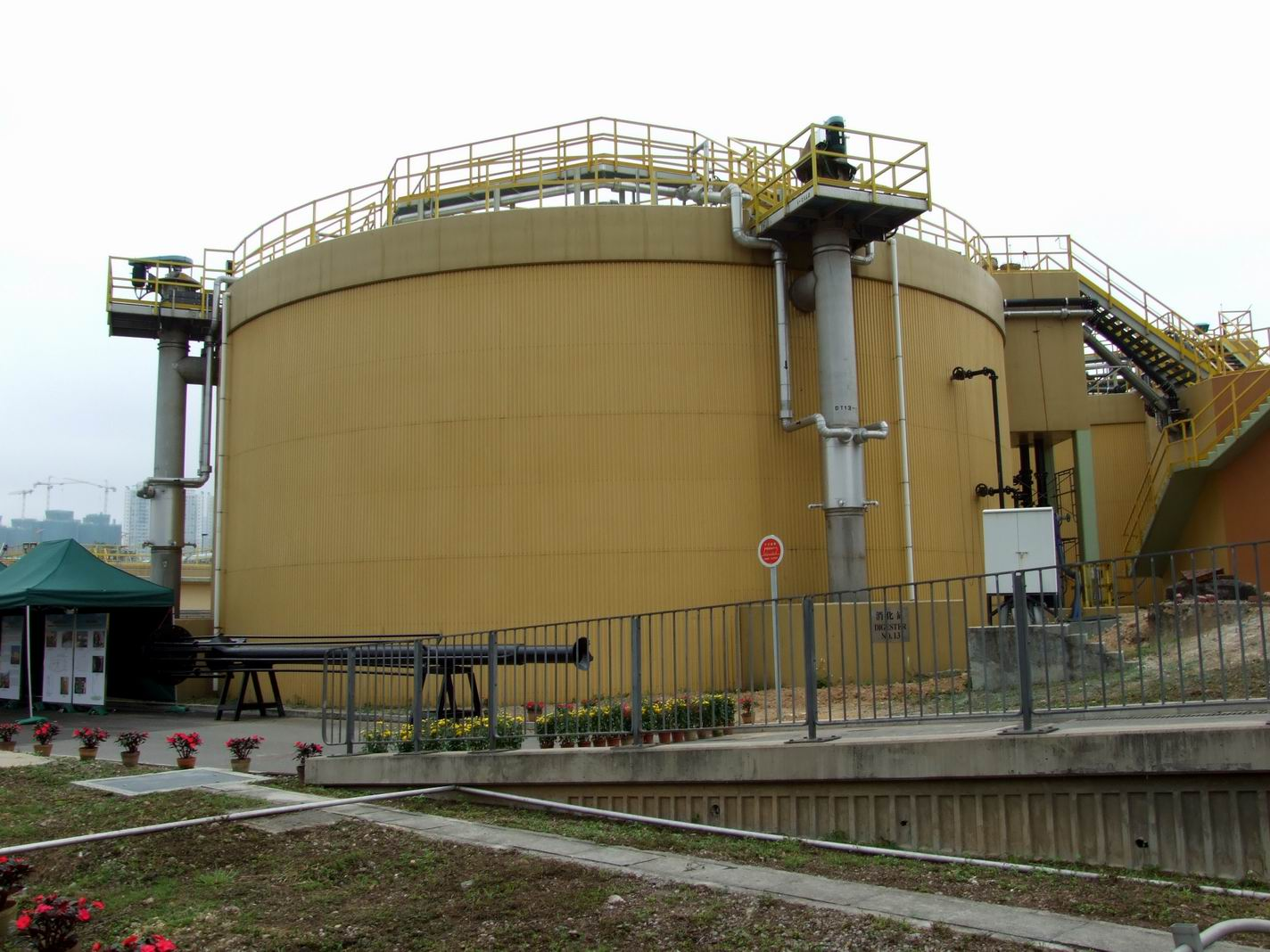
Un digestore.

È un complesso di processi metabolici attraverso i quali il contenuto organico putrescibile dei fanghi, provenienti dalle vasche di sedimentazione primaria e secondaria, viene trasformato in sostanze stabili più semplici.
La digestione può essere di due tipi:
- anaerobica;
- aerobica.

I manufatti dove avviene la digestione sono chiamati "digestori".
Il fango proveniente dai processi di digestione ha caratteristiche tali che è possibile il suo smaltimento per lagunaggio o per spandimento sul terreno. Questi metodi di smaltimento richiedono però di poter disporre di grandi estensioni di terreno e necessitano di controlli accurati, per evitare fenomeni di inquinamento ambientale.
Questo tipo di smaltimento è meglio adatto per piccoli impianti e quando non è necessario trasportare il fango stesso in località lontane dal luogo di produzione. Per grossi impianti di trattamento è consigliabile invece sottoporre i fanghi a processi di disidratazione (preceduto da un condizionamento se la disidratazione è di tipo meccanico) o di essiccamento, seguiti se necessario da un processo di incenerimento

### Condizionamento
Si utilizza prima di un trattamento di disidratazione meccanica e serve a migliorare le caratteristiche di filtrabilità dei fanghi.

Il condizionamento può essere:
- chimico
- fisico (il più efficace è il metodo termico)
- organico.

### Disidratazione o essiccamento

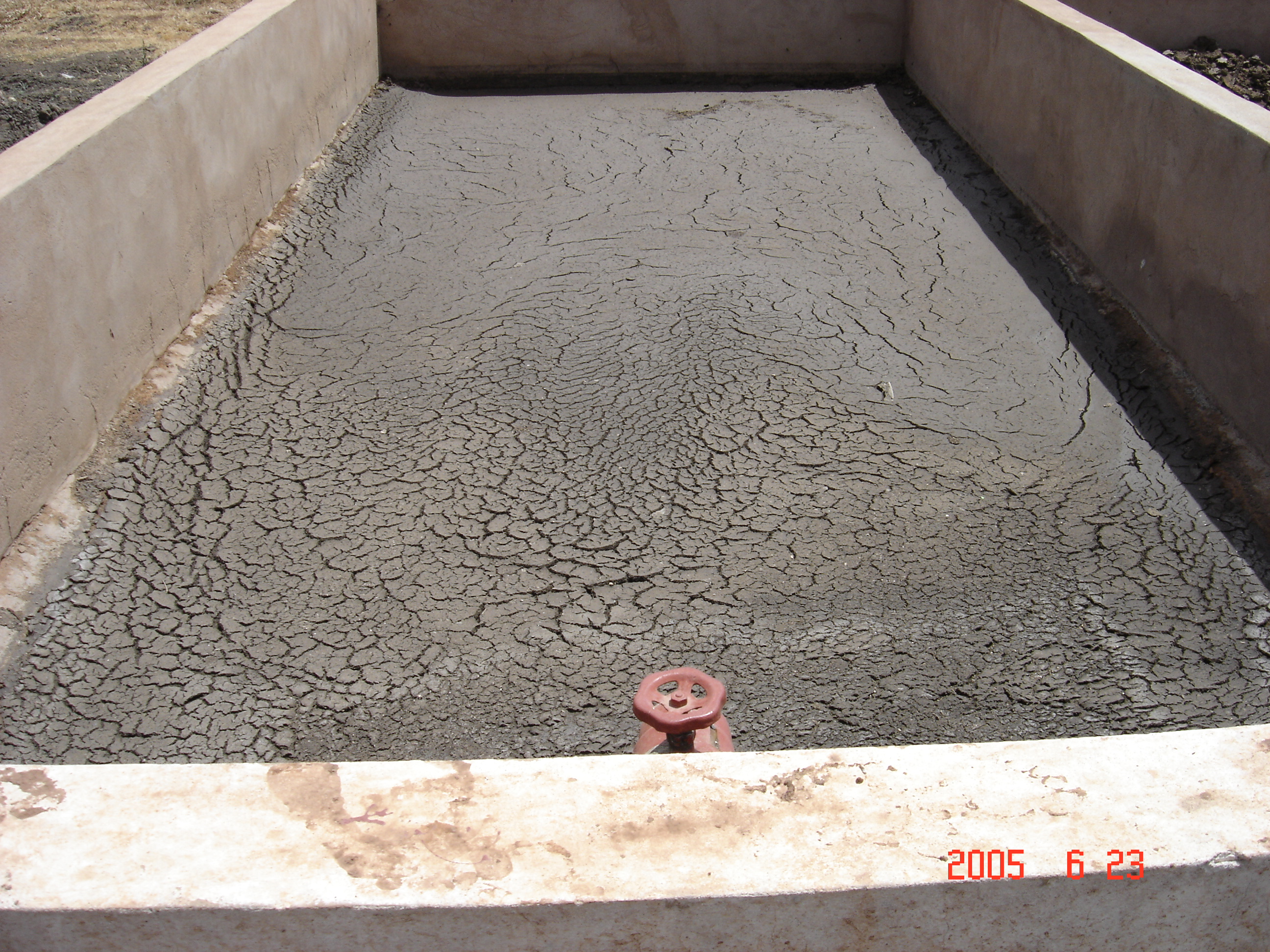
Letto di essiccamento dei fanghi

Il processo di disidratazione o essiccamento dei fanghi è svolto allo scopo di ridurre il contenuto di acqua dei fanghi digeriti.
La disidratazione può essere svolta in maniera naturale o meccanica:
- nel primo caso si parla di letti di essiccamento;
- nel secondo caso di filtrazione (filtropressatura, nastropressatura, filtrazione sottovuoto) e centrifugazione.

Un ulteriore trattamento di disidratazione dei fanghi digeriti può essere il trattamento termico:
- essiccamento
- incenerimento: pur essendo un procedimento di disidratazione è utilizzato per lo smaltimento dei fanghi.

### Schema di linea fanghi
Uno schema di linea fanghi di un depuratore può essere costituito dalle seguenti sequenze di operazioni:
I fanghi primari provenienti dalla sedimentazione primaria e quelli secondari prelevati dai sedimentatori secondari vengono omogeneizzati al fine di rendere uniforme la loro composizione prima di inviarli ai trattamenti successivi.
Questo mescolamento può essere effettuato in diversi modi come ad esempio mediante idonei recipienti nei quali fanghi vengono mescolati mediante mezzi meccanici o per insufflazione di aria.
Per ridurre il tenore di acqua i fanghi omogeneizzati vengono sottoposti a un pre-ispessimento prima di subire una stabilizzazione anaerobica o aerobica mediante digestione al fine di abbattere la carica microbica dei fanghi.
I fanghi digeriti subiscono un post ispessimento per ridurre ulteriormente l'umidità e successivamente un condizionamento per aumentare la disidratabilità nel caso di disidratazione meccanica.
Il liquido originato dal ciclo di trattamenti di riduzione del contenuto di acqua viene reimmesso nella linea acque per essere ulteriormente trattato. Dopo il ciclo di trattamento i fanghi disidratati e digeriti sono pronti per lo smaltimento.

### Smaltimento

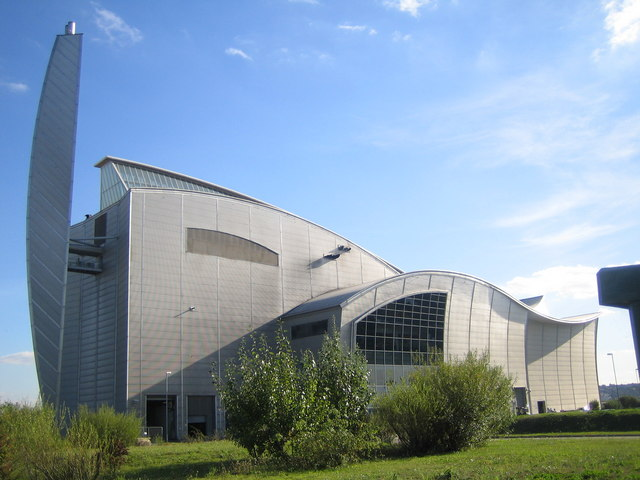
Impianto di produzione di energia elettrica da combustione dei fanghi.

I fanghi trattati, possono essere smaltiti nel seguente modo:
- per incenerimento da soli o insieme ai rifiuti urbani;
- in discariche controllate di rifiuti speciali;

oppure riutilizzati in agricoltura, nel rispetto del D. lgs. n. 99/92, tal quali o previo compostaggio.
In Italia i fanghi vengono smaltiti principalmente in discarica (55%) e in parte riutilizzati in agricoltura (33%).

#### Riutilizzo in agricoltura

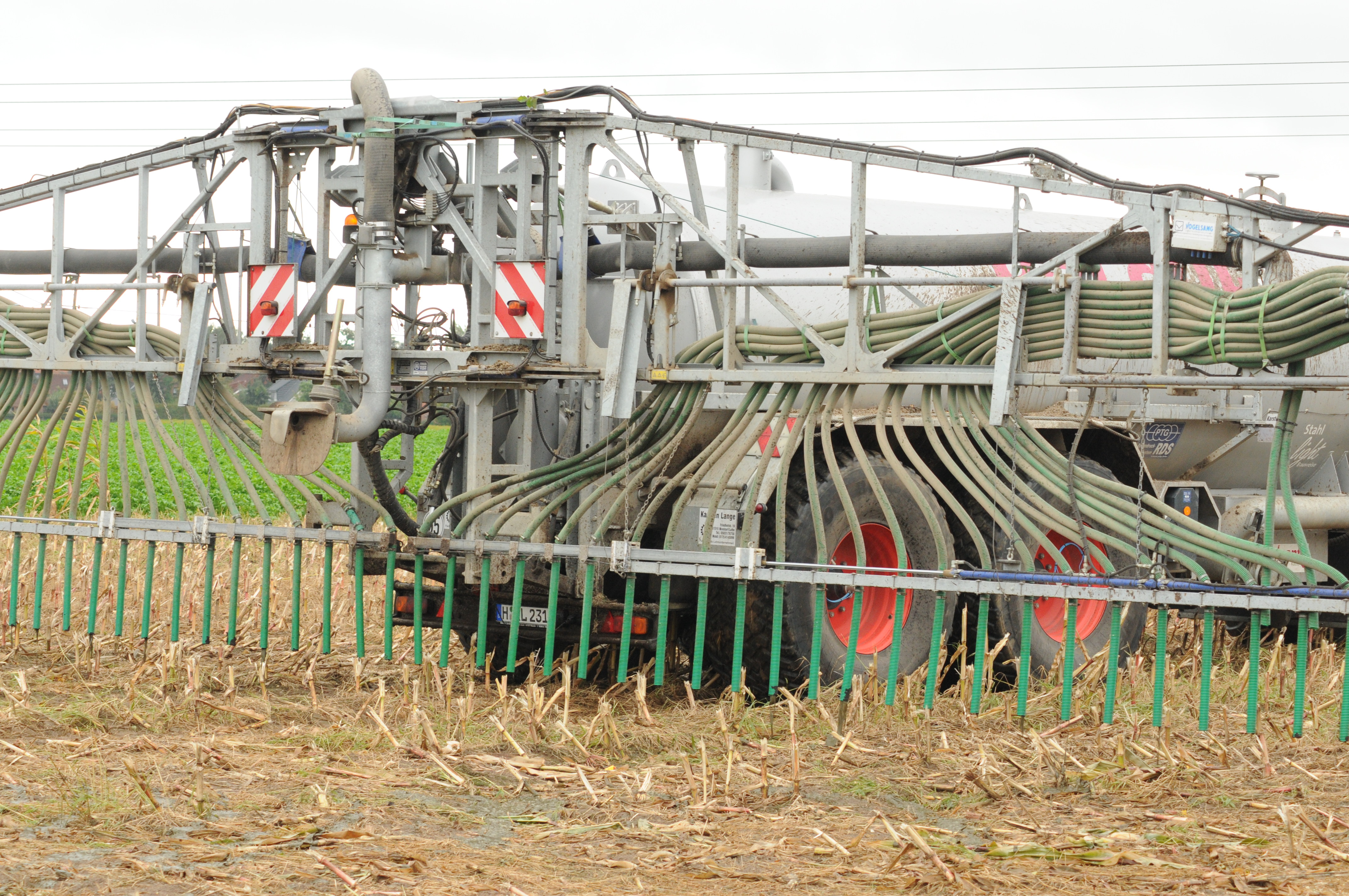
Riutilizzo in agricoltura di fanghi derivanti dal processo di depurazione delle acque in Hannover (Germania), attività soggetta ad AUA in Italia.

L'allegato C del D.lgs n.152/2006 consente lo spandimento dei fanghi sul suolo a beneficio dell'agricoltura e dell'ambiente. Sempre a scopi agricoli, il fango proveniente dai depuratori può essere, prima del suo utilizzo, trattato insieme ai rifiuti solidi urbani nei normali impianti di compostaggio.
Per essere utilizzato in agricoltura il fango deve essere preventivamente sottoposto a trattamenti opportuni finalizzati alla riduzione della putrescibilità e dei microrganismi patogeni.
Inoltre i fanghi devono contenere idonee percentuali di azoto, fosforo, sostanze organiche e altri micronutrienti. Infine le percentuali di metalli pesanti (specialmente cadmio e piombo) devono essere nei limiti previsti dal D.gls n.99/92.

## Abbattimento degli odori molesti
Gli impianti di depurazione creano odori molesti. Poiché spesso gli impianti sono inseriti nel contesto urbano, per evitare che gli odori si propaghino molestando l'olfatto del vicinato, risulta necessario procedere anche a una depurazione dell'aria.
Le sorgenti di odori molesti possono essere interne o esterne all'impianto.
Quelle interne più rilevanti si verificano nelle seguenti sezioni dell'impianto:
- nei punti di raccolta e stoccaggio di materiali a forte carico organico quali:
  - i pretrattamenti meccanici compresi il pozzetto arrivo liquami e l'impianto di sollevamento
  - la sedimentazione primaria;
- nelle fasi caratterizzate da tempi di permanenza prolungati quali:
  - ispessitori dei fanghi;
  - digestori aerobi
- nei trattamenti nei quali sono facilitati i fenomeni di volatilizzazione
- disidratazione dei fanghi;

quelle esterne sono legate alla formazioni di sostanze odorigene già all'ingresso all'impianto a causa di eccessiva ritenzione dei liquami nelle fognature, causa dell'instaurarsi di condizioni anaerobiche, dovuto a fattori quali l'estensione della rete, le ridotte pendenze dei tronchi, le scarse portate nere e le elevate temperature.
le principali sostanze odorigene aerodispserse sono generalmente costituite da prodotti gassosi di natura inorganica (dovuti essenzialmente all'attività dei batteri anaerobi sia nell'impianto di depurazione sia nella rete fognaria che lo alimenta) o da sostanze organiche altamente volatili (associate spesso agli scarichi industriali). Tra queste le principali sono:
- l'ammoniaca con il caratteristico odore pungente acuto;
- l'acido solfidrico - uova marce;
- le ammine - pesce morto;
- i mercaptani - cavolo decomposto;
- lo scatolo e l'indolo - odore fecale;
- il dimetil solfuro - vegetali decomposti.

Per tali motivo i trattamenti della linea acque e fanghi più soggetti a emettere odori molesti devono essere confinati in ambienti chiusi dai quali però è necessario eliminare i cattivi odori accumulati per rendere salubre l'ambiente di lavoro del personale addetto all'impianto di depurazione. Pertanto da tali ambienti si deve provvedere ad aspirare un'idonea portata di aria verso i trattamenti di deodorizzazione.
I principali trattamenti di deodorizzazione sono:
- la biofiltrazione;
- il lavaggio chimico (assorbimento) - la corrente d'aria da sanare viene immessa, dal basso, in uno scrubber o torre di lavaggio (grosso serbatoio cilindrico) all'interno del quale, in controcorrente, viene investita da acqua nebulizzata da batterie di ugelli posti in alto. Le sostanze solubili in acqua (ammoniaca, acidi organici, ecc.) passano nella fase liquida. Per eliminare le altre sostanze si usano più stadi assorbimento con altri solventi al posto dell'acqua.
- l'ossidazione termica - a temperatura compresa tra 600 - 800 °C e un adeguato tempo di permanenza nella camera di combustione (alcuni secondi) si possono trasformare molte sostanze odorigene in sostanze inodori come l'anidride carbonica e gli ossidi di azoto e zolfo.
- la filtrazione sui carboni attivi (adsorbimento).

## Dimensionamento

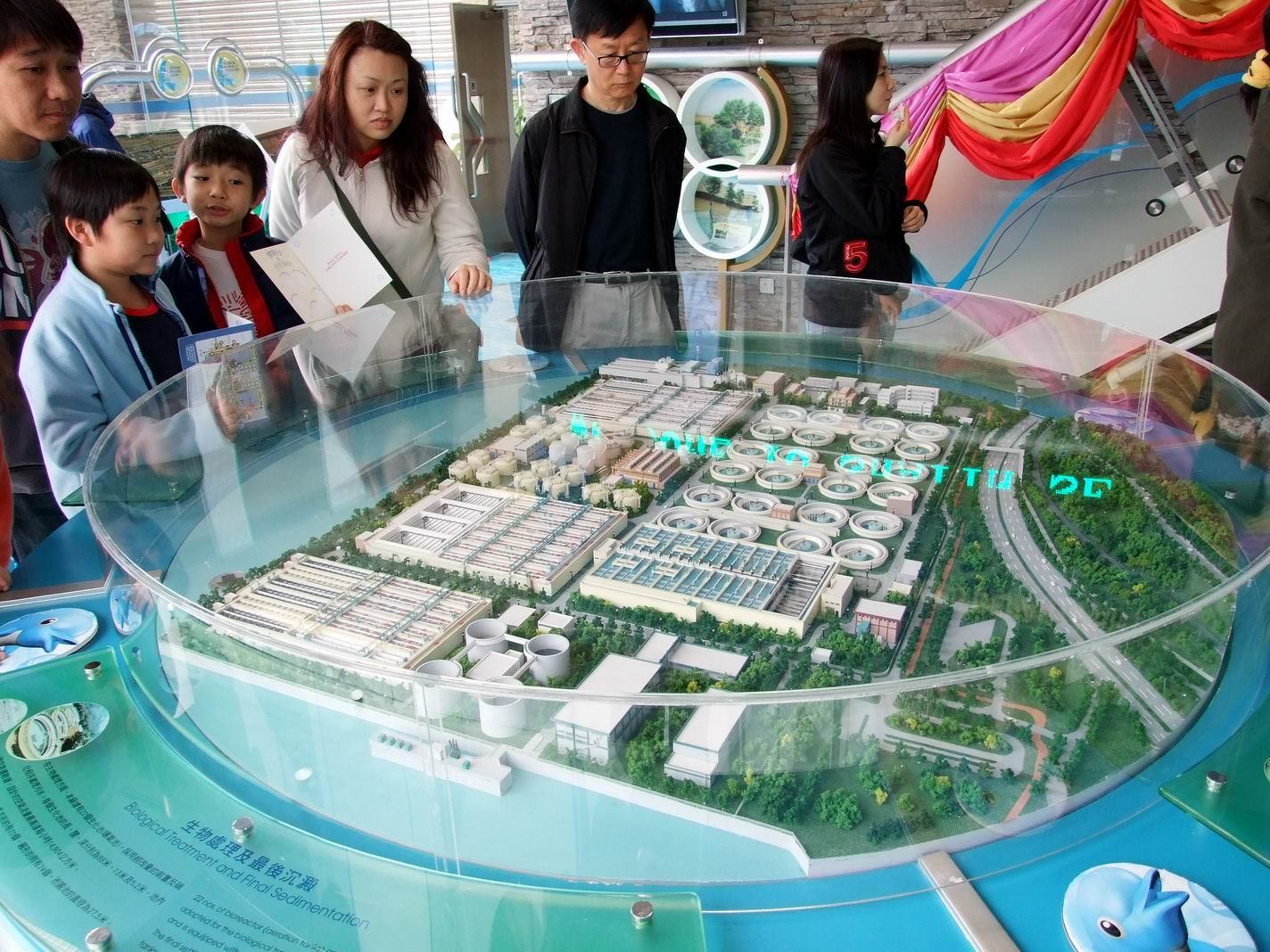
Modello in scala di un impianto di depurazione delle acque.

Un depuratore deve essere dimensionato in modo da poter trattare adeguatamente gli scarichi provenienti dal bacino da servire (abitato/i) per un periodo di 25-30 anni.
In genere è conveniente realizzare gli impianti in lotti funzionali successivi in funzione del concreto sviluppo delle utenze e degli allacciamenti fognari, tenendo anche conto dell'evoluzione della situazione urbanistica e demografica.
Per la progettazione non si può prescindere dalla conoscenza dei seguenti parametri:
- carico idraulico: ovvero la quantità liquida delle acque da rifiuto in metri cubi emessi per giorno.[12]

Per impianti industriali tale carico va calcolato tramite misure dirette considerando l'andamento temporale della portata di scarico – i picchi massimi derivati dalle ore a maggiore attività (dalle 09:00 alle 14:00 e dalle 20:00 alle 22:00), da eventi meteorologici particolarmente intensi, che si possono verificare in determinati periodi dell'anno – . Per gli impianti municipali o consortili in genere si ricorre a metodi di determinazione indiretta.
- carico organico: è la quantità complessiva di sostanza organica da trattare espressa in BOD5 o COD presente in un metro cubo di refluo.
- carico di nutrienti: è principalmente la quantità di azoto ridotto e secondariamente di fosforo presenti nel refluo da trattare.
- studi sugli altri eventuali inquinati presenti (ad esempio oli, metalli pesanti o detersivi)
- studi basilari su parametri che possono influenzare la forma degli inquinanti e il loro abbattimento (ad esempio pH, O2 disciolto, conducibilità e temperatura).

In generale il dimensionamento va fatto sulla base della conoscenza della dotazione idrica, e sugli abitanti equivalenti.
Se le sperimentazioni dirette non sono possibili o sono difficili da eseguire, si possono sfruttare tabelle di correlazione fra quantità di acqua prelevata dalla rete idrica e il carico idraulico e organico del refluo.

### Scolmatore

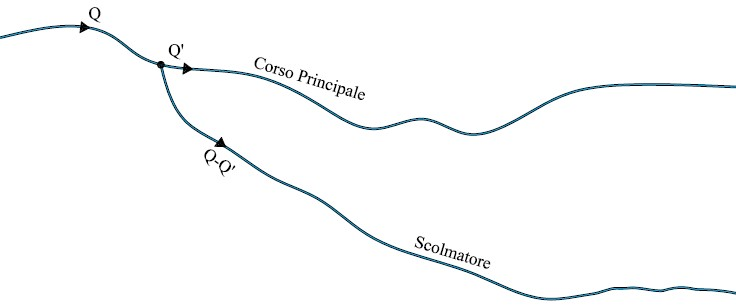
Schema di un canale scolmatore.

Nei sistemi a fognature unitarie (che in Italia sono la quasi totalità), in cui si ha un unico sistema di allontanamento delle acque nere e bianche, è importante considerare la possibilità di eventi meteorici intensi, associati a grandi quantità di refluo da depurare.
Poiché in tempo di pioggia l'impianto di depurazione può accettare in ingresso portate poco superiori a quelle nere medie di tempo secco, vista l'impossibilità di depurare l'intera portata mista, vengono predisposti lungo la rete, ovunque sia possibile lo scarico in un idoneo recettore o comunque a monte dell'impianto, degli scolmatori.
Lo scolmatore consente solo a un multiplo del refluo (considerato sulla base dell'inquinamento ammissibile da sversare nel bacino collettore) di entrare nel depuratore, dove a sua volta parte del refluo può essere depositato temporaneamente in vasche di accumulo.
La quantità di acqua che si deciderà di scolmare dovrà essere tale da garantire l'auto depurazione nel recapito finale (ad esempio fiume o mare). A questo scopo la normale prassi progettuale, senza ricorrere a studi specifici per i singoli recettori, prevede che il dimensionamento dello scolmatore deve essere tale che la sua entrata in funzione avvenga quando le portate miste superano di 2,5-5 volte la portata nera media. Il D.M. 04/03/1996 punto 8.3.1 richiede una diluizione maggiore di 3 volte la portata nera media.

## Ubicazione
La scelta del sito ove realizzare un nuovo impianto di depurazione è vincolata alla scelta di una serie di parametri tra i quali:
- idonea posizione plano-altimetrico rispetto al sistema/i fognario/i da servire. Si deve preferire il convogliamento delle acque reflue all'impianto per gravità;
- dimensioni dell'area destinata alla realizzazione dell'impianto, che dovrà essere sufficiente per tutte le necessità connesse con il funzionamento ottimale dell'impianto stesso;
- presenza di un idoneo recapito finale dove convogliare la portata depurata;
- presenza di falda freatica e del relativo livello ed escursioni;
- presenza di aree soggette a rischio di inondazione;
- presenza di preesistenze di carattere archeologico e storico-culturale, e di particolari valenze naturalistiche e paesaggistiche;
- idonea distanza dai centri abitati in modo da proteggerli da rumori e odori molesti. Intorno all'impianto, una volta costruito deve essere realizzata una fascia inedificabile di rispetto di larghezza non inferiore a 100 metri;
- distanza dai siti per lo smaltimento dei prodotti finali (sabbie, fanghi e ceneri);
- idonea distanza dalle opere di adduzione dell'acqua potabile per scongiurare inquinamenti;
- aspetti ambientali.

## Riferimenti normativi

### In Italia
La normativa di riferimento in Italia per il trattamento delle acque reflue si compone come di seguito:
- Decreto Legislativo n. 152 dell'11/05/1999 emanato l'11 Maggio 1999 che va a recepire la normativa comunitaria 91/271/CEE riguardante il trattamento delle acque reflue urbane. Oltre a disciplinare gli scarichi fissando i valori limite di concentrazione per le varie sostanze in essi contenute, il D.Lgs 152/99 si dedica anche alla qualità del corpo idrico destinato a riceverli, prevedendo lo sviluppo delle attività di monitoraggio e la quantificazione dell'eventuale danno ambientale causato dall'uomo.[13]
- D.M. 198 del 18 Settembre 2002, Modalità di attuazione sullo stato di qualità delle acque, ai sensi dell'art. 3, comma 7, del D.Lgs. 11 maggio 1999, n. 152, che prevede la trasmissione ad APAT dalle Regioni e Province Autonome dei dati conoscitivi, delle informazioni e delle relazioni riguardanti lo stato di salute delle acque.
- D.Lgs 152/06, entrato in vigore il 3 Aprile 2006 e conosciuto come Testo unico ambientale che, riprendendo quanto già introdotto con il precedente D.Lgs 152/99, modifica il panorama normativo in materia di inquinamento idrico, in particolare per:

1. Scarico di Acque Reflue: (art. 74 lettera ff, D. Lgs 152/06) “Qualsiasi immissione effettuata esclusivamente tramite un sistema stabile di collettamento che collega senza soluzione di continuità il ciclo di produzione del refluo con il corpo ricettore acque superficiali, sul suolo, nel sottosuolo e in rete fognaria, indipendentemente dalla loro natura inquinante, anche sottoposte a preventivo trattamento di depurazione. Sono esclusi i rilasci di acque previsti all'art. 114”.
2. Acque Reflue urbane: (art. 74 lettera i, D. Lgs 152/06) “acque reflue domestiche o il miscuglio di acque reflue domestiche, di acque reflue industriali, ovvero meteoriche di dilavamento convogliate in reti fognarie, anche separate, e provenienti da agglomerato”.
3. Acque Reflue domestiche: (art. 74, lettera g, D. Lgs 152/06) “acque reflue provenienti da insediamenti di tipo residenziale e da servizi e derivanti prevalentemente dal metabolismo umano e da attività domestiche”.
4. Acque Reflue industriali: (art. 74, lettera h, D. Lgs 152/06) “qualsiasi tipo di acque reflue scaricate da edifici od installazioni in cui si svolgono attività commerciali o di produzione di beni, diverse dalle acque reflue domestiche e dalle acque reflue meteoriche di dilavamento”.

- Dal 12 Dicembre 2017 è entrata in vigore la Legge Europea 20 Novembre 2017, n. 167 Disposizioni per l'adempimento degli obblighi derivanti dall'appartenenza dell'Italia all'Unione Europea - Legge Europea 2017 che ha modificato il Codice dell'Ambiente con regole più stringenti per le acque reflue urbane e per il monitoraggio degli inquinanti nelle acque sotterranee.
- Oltre alle norme precedentemente elencate, dal 1º Luglio 2013 è entrato in vigore il Regolamento Europeo 305/11/CE, conosciuto anche come CPR - Construction Product Regulation (Regolamento Prodotti da Costruzione), direttamente attuativo per l'intera Comunità Europea e al quale si devono attenere tutti gli Stati Membri. Il CPR fissa condizioni per la commercializzazione dei prodotti da costruzione (Art. 1) e ne richiede la Marcatura CE (Art. 2, punto 1) riconducibile ad una norma armonizzata (Art. 2, punto 11) per far sì che esso possa essere immesso nel mercato della Comunità Europea, in modo che tutti i prodotti della stessa famiglia rispettino le stesse caratteristiche. Nel settore del Trattamento delle Acque Reflue la norma di riferimento è la EN 12566-3, obbligatoria per ciascun produttore, al cui interno sono descritte le caratteristiche essenziali del prodotto, inteso come impianto di trattamento del refluo, ed i test che vanno effettuati affinché possa essere dotato della Marcatura CE ed immesso nel mercato europeo.

Altre fonti normative sono:
- Legge Galli del 5 gennaio 1994, n.36: Disposizioni in materia di risorse idriche (Abrogata dal D. Lgs. n. 152/2006).[14]
- Deliberazione 4 febbraio 1977 del Comitato dei Ministri per la tutela delle acque dall'inquinamento - Criteri, metodologie e norme tecniche generali di cui all'art. 2, lettere b), d) ed e), della legge 10 maggio 1976, n. 319, recante norme per la tutela delle acque dall'inquinamento: Criteri generali per il rilevamento delle caratteristiche qualitative e quantitative dei corpi idrici e per la formazione del catasto degli scarichi.[15] (Art. 62, comma 7 D. Lgs n. 152/99: ”Per quanto non espressamente disciplinato dal presente decreto, continuano ad applicarsi le norme tecniche di cui alla delibera del Comitato interministeriale per la tutela delle acque del 4 febbraio 1977 e successive modifiche e integrazioni, pubblicata sulla Gazzetta Ufficiale n° 48 del 21 febbraio 1977”. Con l'abrogazione del D.Lgs. n. 152/99 permane la validità della Delibera del Comitato Interministeriale in quanto disciplinante tutto ciò che non era contenuto nel Decreto abrogato).

### Marcatura CE
La Marcatura CE è la garanzia che il prodotto che abbiamo acquistato può essere commercializzato all'interno del mercato della Comunità Europea (Decisione 93/465/CEE del Consiglio, Art. 1, comma 2). Nel settore del Trattamento delle Acque Reflue il formato della marcatura (R.E. 305/11/CE, Art. 9) può essere suddiviso in 4 parti per facilitarne la comprensione:
1. Logo del marchio CE come da direttive della Comunità Europea (Decisione 93/465/CEE del Consiglio, Allegato, Parte 1, Sezione B, lettera d, punto 1)
2. Logo dell'azienda produttrice e recapito della sede legale, le due cifre in basso simboleggiano le ultime due cifre dell'anno in cui è stata apposta per la prima volta la Marcatura CE
3. Norma armonizzata di riferimento (EN 12566-3, “Sistemi di depurazione delle acque reflue domestiche pronte all'utilizzo o assemblate in sito”), codice di riferimento del prodotto (nome che l'azienda produttrice ha dato al prodotto) e materiale (R.E. 305/11/CE, Art. 9, punto 2)
4. Caratteristiche essenziali del prodotto (estrapolate dalla EN 12566-3) per le quali sono stati effettuati i test:

- Efficacia del trattamento (per COD, BOD, e SST) in percentuale, con dichiarazione della Capacità di trattamento (EN 12566-3, Allegato B)
- Tenuta stagna (EN 12566-3, Allegato A)
- Resistenza strutturale (EN 12566-3, Allegato C)
- Durabilità (EN 12566-3, paragrafo 6.5)

L'importanza della Marcatura CE, nella nuova e più stringente normativa del CPR 305/11/CE, che rappresenta un Regolamento Europeo direttamente attuativo senza bisogno che vengano emanate leggi di recepimento da ciascun Stato Membro (G.U.U.E. 04/04/2011), e dunque vincolante per tutta la pubblica amministrazione, appare ancora più evidente se si considerano le responsabilità che potrebbero derivare dall'eventuale mancanza o difformità della stessa.
A questo proposito, entrando nel dettaglio del tessuto legislativo italiano, è importante ricordare che le NTC (Norme Tecniche di Costruzione), emanate con D.M. 14/01/2008, stabiliscono con esattezza la responsabilità del Direttore dei lavori:
“Per i materiali e prodotti recanti la Marcatura CE sarà onere del Direttore dei Lavori, in fase di accettazione, accertarsi del possesso della marcatura stessa e richiedere ad ogni fornitore, per ogni diverso prodotto, il Certificato ovvero Dichiarazione di Conformità alla parte armonizzata della specifica norma europea ovvero allo specifico Benestare Tecnico Europeo, per quanto applicabile. Sarà inoltre onere del Direttore dei Lavori verificare che tali prodotti rientrino nelle tipologie, classi e/o famiglie previsti nella detta documentazione” [D.M. 14/01/2008, capitolo 11, comma 5].
Sarà quindi compito del Direttore dei Lavori richiedere al progettista che i prodotti da utilizzare siano conformi alle leggi vigenti, poiché in sede di compilazione della pratica di Autorizzazione allo Scarico dovrà essere stilato l'elenco dei manufatti di cui è costituito l'impianto.

### Dichiarazione di Prestazione
La Dichiarazione di prestazione o DoP deve accompagnare la Marcatura CE e viceversa (R.E. 305/11/CE, Art. 4). La DoP, che è la “carta d'identità” del prodotto da costruzione, contiene informazioni che identificano in maniera univoca il prodotto o la famiglia di prodotti a cui esso appartiene (Allegato 3, R.E. 305/11/CE).
La Dichiarazione di prestazione è formata dalle seguenti parti (R.E. 305/11/CE, Art. 6):
1. Codice di identificazione unico del prodotto-tipo
2. Numero di tipo: numero seriale del prodotto
3. Uso previsto del prodotto da costruzione
4. Nome e indirizzo del fabbricante
5. Report sull'efficacia di trattamento: norma di riferimento e organo notificato che l'ha supervisionato, con il numero del report del test effettuato
6. Performances dichiarate, in accordo con la norma armonizzata a cui fa riferimento il prodotto, in cui sono elencate le caratteristiche essenziali e altre caratteristiche a discrezione del produttore

La Dichiarazione di prestazione viene compilata dal produttore stesso e si deve basare sulla relazione e sul certificato rilasciato dall'organismo notificato competente, che è un istituto debitamente autorizzato al rilascio di tali documenti dall'autorità notificante nominata da ogni Stato Membro (R.E. 305/11/CE, Art. 40).